# Europa
Europa ist ein Erdteil, der sich über das westliche Fünftel der eurasischen Landmasse erstreckt. Geographisch ist Europa ein Subkontinent, der mit Asien zusammen den Kontinent Eurasien bildet.
Der Begriff „Europa“ bezieht sich zudem auf historische, kulturelle, politische, wirtschaftliche, rechtliche oder ideelle Aspekte. Deshalb wird der Erdteil als eigenständiger Kontinent betrachtet.
Die Einwohner Europas werden als Europäer bezeichnet. Mit über 740 Millionen Einwohnern, die auf einer Fläche von etwa 10,5 Millionen Quadratkilometern leben, gehört Europa zu den dichtbesiedelten und stark urbanisierten Regionen der Erde.
Bedeutende politische Bündnisse Europas sind vor allem der Europarat und die Europäische Union. Die Eurozone besteht als größtes Währungsgebiet auf dem Kontinent.
Zu den kulturellen und wissenschaftlichen Institutionen Europas gehören die UEFA, die ESA, das CERN, die Europäische Rundfunkunion, Erasmus+ und die Europäische Filmakademie.

## Etymologie

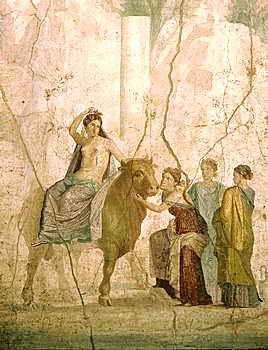
Europa, der Stier und Gefährtinnen, Fresko aus Pompeji (1. Jh. n. Chr.)

Der Name „Europa“ geht auf das altgriechische Εὐρώπη (Eurṓpē) zurück. Er wurde als Kompositum aus εὐρύς, eurýs, „weit, breit“ und ὄψ, óps, „Sicht, Gesicht“ aufgefasst, woraus sich die Bedeutungen „die mit der weiten Sicht“ oder „die Breitgesichtige“ ergeben. Später wurde der Begriff latinisiert.

Europa in Herodots Weltbild (5. Jh. v. Chr.)

Nach der griechischen Mythologie war Eurṓpē eine phönizische Königstochter, die der in Stiergestalt auftretende Gott Zeus schwimmend auf seinem Rücken nach Kreta entführte. Nach Auffassung der Sprachwissenschaften stammt der Name aus dem Semitischen und wurde gräzisiert. Phonetisch naheliegend ist demnach die Herkunft vom akkadischen oder phönizischen Wort (ʕ)erebu bzw. (ʕ)arab „untergehen“ (bezogen auf die Sonne) sowie dem davon abgeleiteten phönizischen ʕerob „Abend, Westen“ (zur Assoziation des Abends mit der Himmelsrichtung vgl. Abendland sowie das arabische Maghreb, dem dieselbe semitische Wortwurzel zugrunde liegt wie offenbar Europa, nämlich ʕrb bzw. ġrb „vorübergehen“; zum ins Griechische nicht übernommenen semitischen Kehllaut am Anfang vgl. ʕ und ġ).
Von Europa ist schon im 6. Jahrhundert v. Chr. bei Anaximander von Milet die Rede. Im 5. Jahrhundert vor Christus bezog der griechische Schriftsteller und Geograf Herodot den Begriff Eurṓpē, der als geografischer Begriff zunächst nur die Peloponnes bezeichnete, auch auf die Landmassen nördlich des Mittelmeers und des Schwarzen Meers, die er so von Asien (Asía) und Afrika (Libýe) unterschied.
In den griechisch-lateinischen Texten der Antike, des Mittelalters und der Frühen Neuzeit blieb der geographische Europa-Begriff konstant. Die Meerenge von Gibraltar, das Mittelmeer, der Bosporus sowie der Fluss Don galten als Grenzen Europas; wenige Autoren sahen als kontinentale Grenze den Aras oder den Rioni, nicht den Don. Erst ab dem 18. Jahrhundert grenzte das Uralgebirge Europa von Asien ab, nicht mehr der Don.
Um 1700 verbreitete sich ein kultureller Begriff von Europa, und zwar zunächst in französischen Texten. In drei Bereichen ist in gebildeten Kreisen von Europa die Rede: erstens im Kontext der Konflikte zwischen christlichen Herrschern und dem Osmanischen Reich, wo die Vorstellung von „Christenheit“ durch „Europa“ ersetzt wird; zweitens durch den Machtkampf zwischen Österreich, Spanien und Frankreich, der zu Ideen europäischer Staats- und Friedensordnungen führt; drittens durch Kolonialisierung überseeischer Gebiete ausgehend von europäischen Mächten, wobei andere Erdteile im Vergleich immer hinter den Vorzügen Europas zurückstanden.

## Geographie

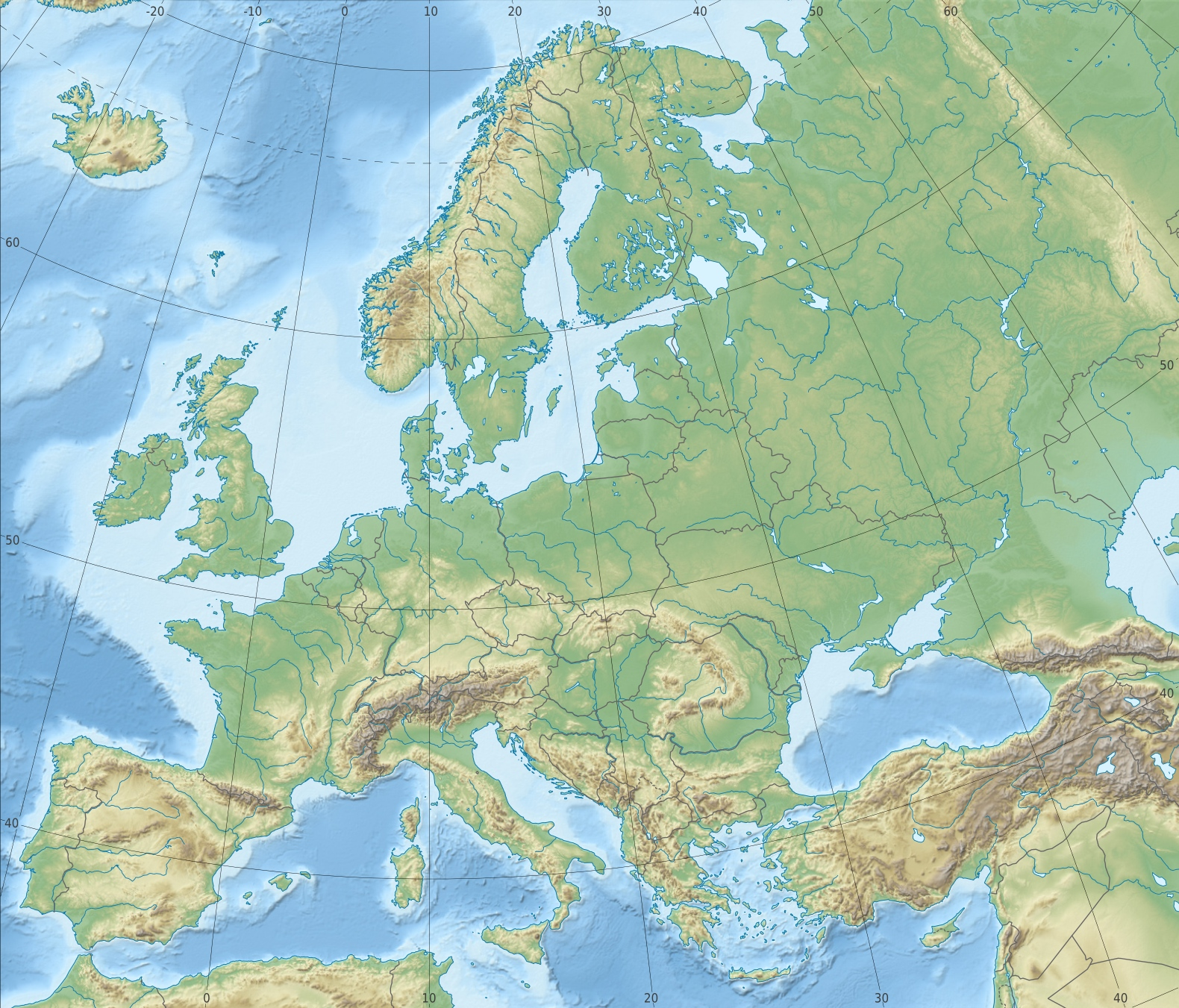
Topographie Europas

Europa hat eine Fläche von etwa 10,5 Millionen Quadratkilometern und ist damit nach Australien der zweitkleinste Kontinent. Der nördlichste Punkt des europäischen Festlands ist Kinnarodden auf der Nordkinnhalbinsel in Norwegen, der südlichste ist die Punta de Tarifa in Spanien, der westlichste das Cabo da Roca in Portugal. Die Nord-Süd-Ausdehnung beträgt etwa 3800 km. In Ost-West-Richtung misst das europäische Festland etwa 6000 km, vom Uralgebirge in Russland bis zur Atlantikküste Portugals.
Europa hat im Osten gegenüber Asien keine eindeutige geographische oder geologische Grenze. Deshalb sind die „Grenzen Europas“ eine Frage gesellschaftlicher Übereinkunft. Heute folgt man bei der Grenzziehung zwischen Europa und Asien weitgehend der Definition von Philip Johan von Strahlenberg. Danach bilden Uralgebirge und -fluss die Ostgrenze Europas. Zwischen dem Kaspischen Meer und dem Schwarzen Meer verläuft die Grenzlinie durch die Manytschniederung nördlich des Kaukasusgebirges, da an ihrer Stelle einst eine Meeresstraße das Kaspische Meer mit dem Schwarzen Meer verband. Die oben im Artikel gezeigte Weltkugel zieht – davon leicht abweichend – die Grenze entlang des Kaukasus-Hauptkammes; diese Grenzziehung wird im englisch- und französischsprachigen Raum bevorzugt (→ Innereurasische Grenze).

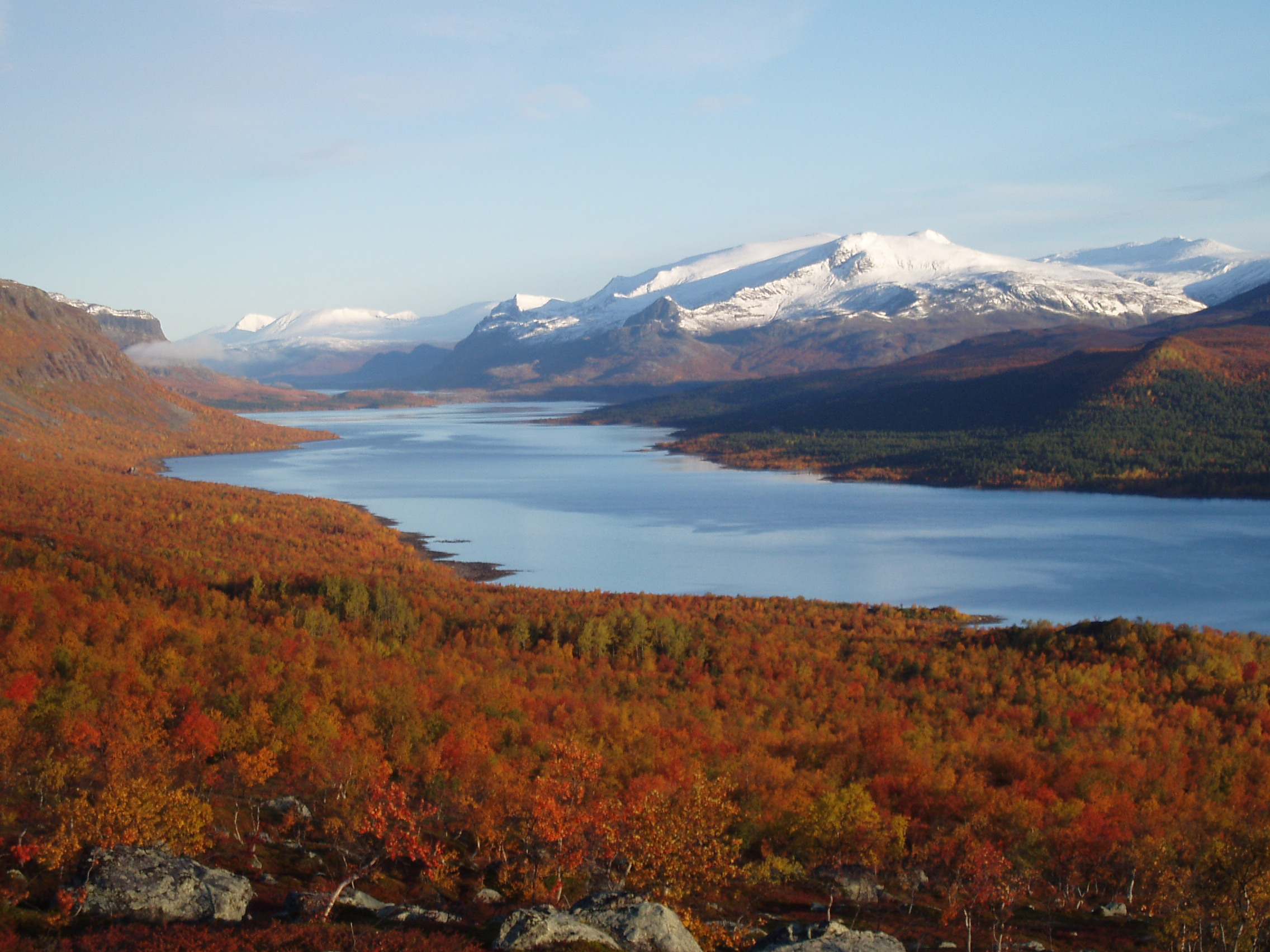
Nationalpark Stora Sjöfallet, Schweden
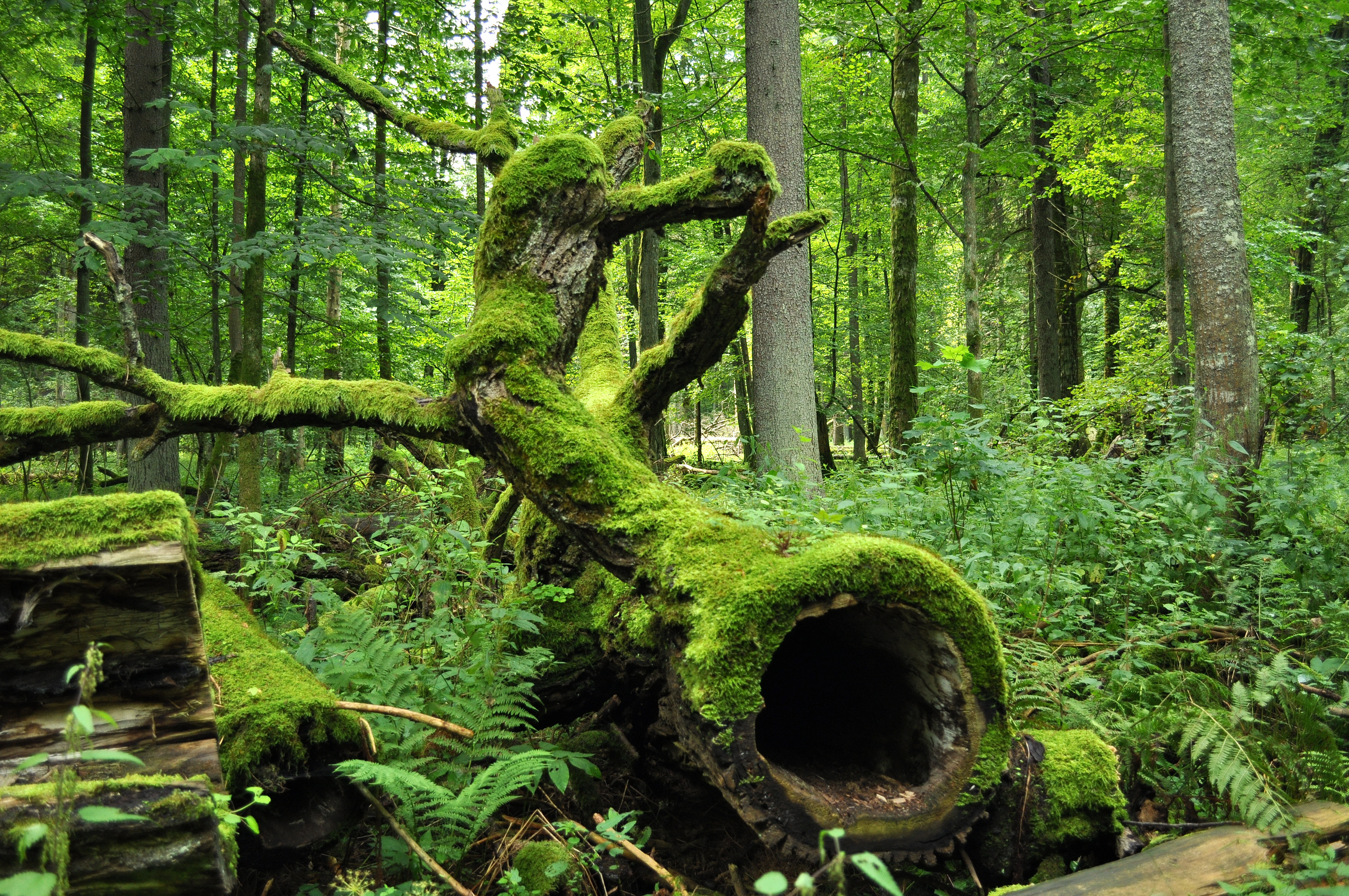
Urwald im Białowieża-Nationalpark, Polen
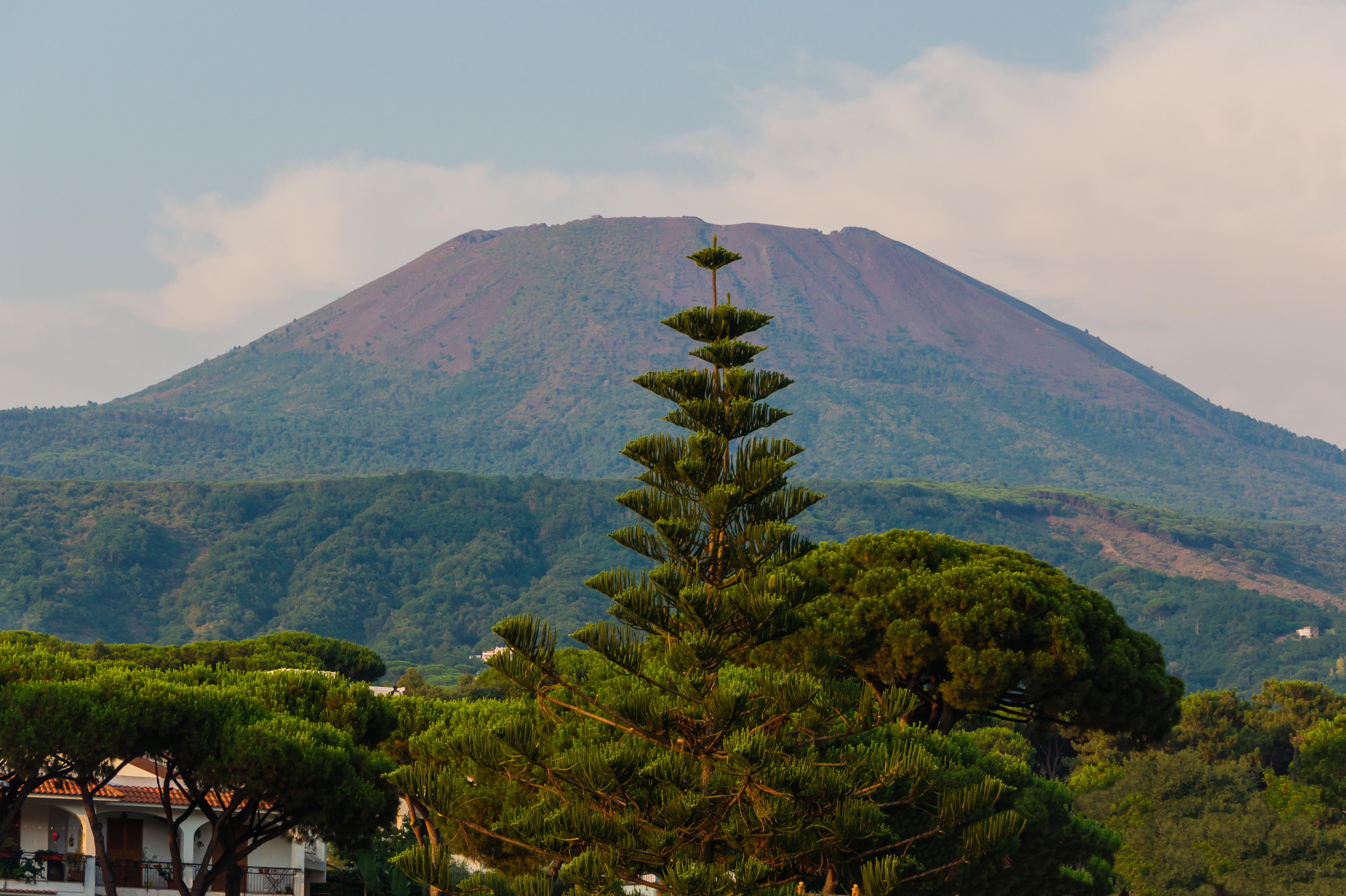
Vulkan Vesuv, Italien
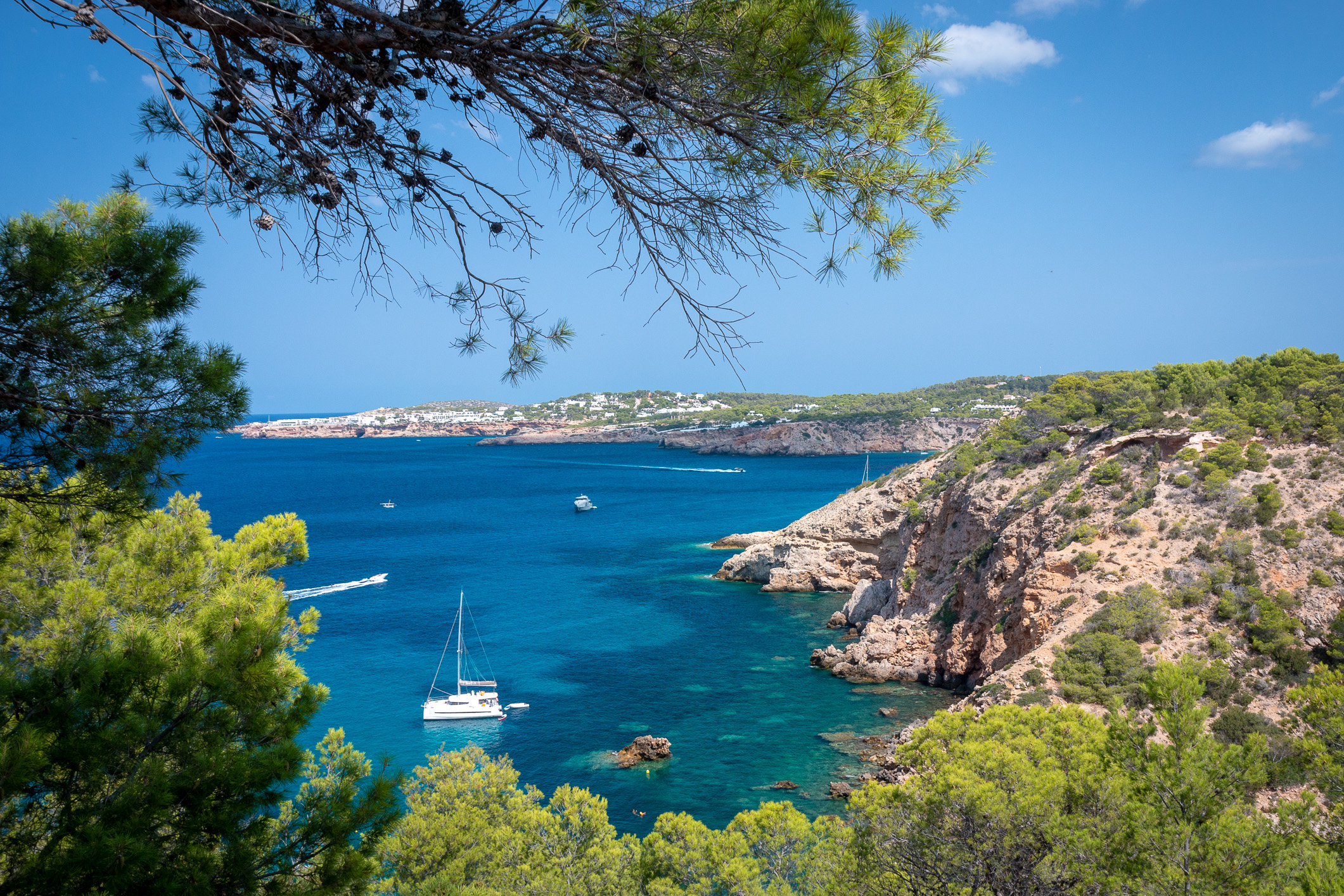
Ibiza im Mittelmeer, Spanien

### Klima
Der Kontinent liegt hauptsächlich in den gemäßigten Breiten. Das Klima ist in Europa im Vergleich mit Gebieten gleicher geographischer Breite in anderen Erdteilen wegen des Einflusses des relativ warmen Golfstroms milder.
In großen Teilen Westeuropas stehen milden Wintern kühle Sommer gegenüber. In Gebieten, die weit vom Meer, also auch von dessen klimatisch ausgleichendem Einfluss entfernt liegen, sind die Temperaturunterschiede in verschiedenen Jahreszeiten stärker. In den größten Teilen Osteuropas ist das Klima durch das Fehlen des Meeres in unmittelbarer Nähe vorwiegend kontinental geprägt. Kalte Winter und heiße Sommer sind in diesen Regionen vorherrschend.

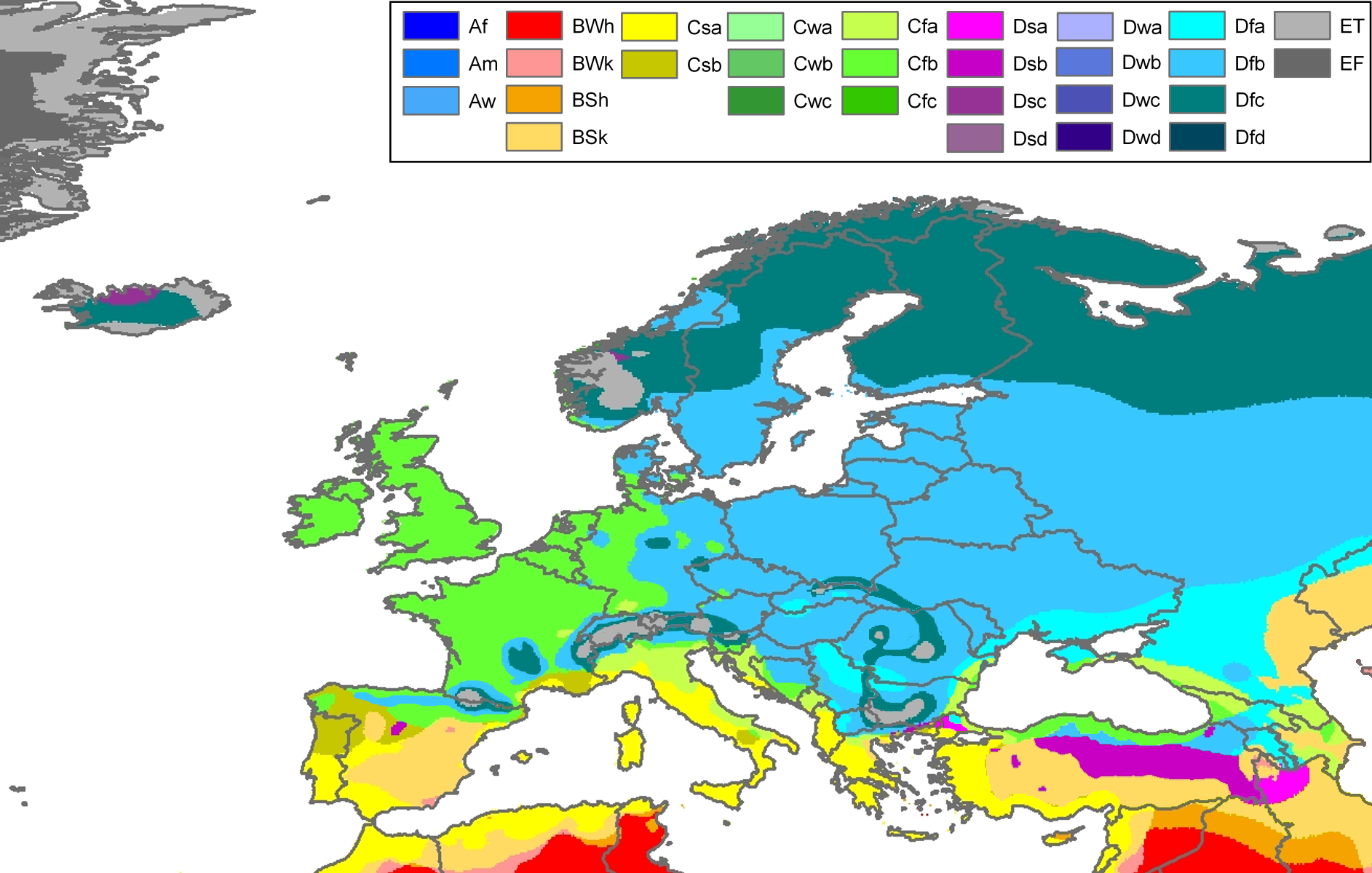
Klimakarte Europas nach Köppen-Geiger-Klassifikation

Durch die Erdrotation und die damit verbundene ablenkende Kraft kommen Winde hauptsächlich aus westlicher Richtung. Da in den Küstengebieten Westeuropas deswegen Winde vornehmlich vom Atlantischen Ozean wehen, kommt es fast ganzjährig zu Regen. In Ost- und Mitteleuropa ist die Niederschlagsmenge dagegen vergleichsweise gering, der Einfluss des Meeres auf diese Regionen eher ausfällt. Gebirge beeinflussen die Niederschlagsmenge ebenfalls stark. So zählen Teile der nordwestlichen Alpen zu den niederschlagsreichsten Gebieten Europas. Die Alpen wirken in diesem Fall als Barriere für Regenfronten.
In Gebieten nahe dem Mittelmeer herrscht überwiegend mediterranes Klima mit subtropischen Winterregen. Den trockenen und sehr warmen Sommern folgen milde und z. T. regenreiche Winter. Die mittlere Lufttemperatur liegt im Sommer zw. 22 °C im westlichen und 27 °C im östlichen Mittelmeer. Im Winter zwischen 8 °C im Ägäischen, während die Nordumrahmung des Mittelmeeres Januartemperaturen von nur 3 °C hat. Im Sommer gibt es vorwiegend Winde aus nördlicher Richtung, den Etesien. Im Winter bringen westliche Winde aus Richtung des Atlantischen Ozeans dagegen häufig Niederschlag mit. Aufgrund der im Herbst und Winter noch relativ hohen Wassertemperaturen erreichen die Niederschlagssummen, insbesondere an Staulagen (Steigungsregen) der östlichen Adriaumrahmung, die höchsten Werte in Europa. Sie liegen in Montenegro maximal bei über 4500 mm/a (Crkvice) und sind damit fast doppelt so hoch wie in den Staulagen der Nordalpen. Es findet insbesondere im Winter durch kalte Windströmungen ein Luftmassenaustausch zwischen polar geprägter Kaltluft und den subtropischen Luftmassen statt. Diese Winde wehen insbesondere an natürlichen Reliefausflüssen wie der Mistral im Rhonetal sowie die Bora.
Im Norden Europas herrscht arktisches Klima, im Südosten an der Wolga dagegen Kontinentalklima mit heißen Sommern und geringem Niederschlag. So kommt es vor, dass in Lappland noch Schnee liegt, während in Sizilien Sommerhitze herrscht, es auf den Shetlandinseln regnet und in Andalusien Trockenheit dominiert.

### Flora
Die Vegetation in Europa lässt sich anhand des Klimas in vier Zonen einteilen: arktisch, boreal, gemäßigt und mediterran. Durch jahrtausendelange menschliche Umgestaltung und agrarische Nutzung des Lebensraums ist die ursprüngliche Vegetation Europas in der gemäßigten und mediterranen Zone selten. Vom Menschen weniger beeinflusste Bereiche gibt es vor allem in den höheren Lagen der Gebirge und in den über 400 Nationalparks des Kontinents.
Im Norden Europas sind in der arktischen Tundra nur Sträucher, Moose und Flechten zu finden. Weiter südlich schließen sich in Skandinavien und dem nördlichen Russland boreale Nadelwälder an (vorwiegend aus Fichten und Kiefern), in die ausgedehnte Moore eingebettet sind. In der gemäßigten Zone würden zwischen dem Atlantischen Ozean und den Karpaten unter natürlichen Bedingungen vermutlich vor allem durch Rotbuchen geprägte Laubwälder wachsen, in den wärmsten Tieflagen auch solche mit sommergrünen Eichen und Hainbuchen. Östlich des Verbreitungsgebietes der Rotbuche, etwa ab der Weichsel und dem Dnjestr bis zum südlichen Ural, wären wohl Mischwälder ausgebildet, in denen Stieleiche, Winterlinde, Waldkiefer und – im Übergang zur nördlich anschließenden Nadelwaldzone – die Fichte die wichtigste Rolle spielen. Nach Süden schließt an diese Mischwaldzone nördlich des Schwarzen Meeres eine Region an, in der unter natürlichen Bedingungen Steppenvegetation ausgebildet wäre.

Biogeographische Regionen Europas

Auch der Mittelmeerraum war ursprünglich wohl weitgehend bewaldet. Dort wäre die Vegetation ohne menschliche Einwirkung von mediterranem Hartlaubwald geprägt, der von immergrünen Eichenarten beherrscht wäre, in den südlichsten und wärmsten Lagen auch mit Beteiligung von Olivenbäumen, Pistazien und Kiefern. Durch den anthropogenen Einfluss aber wachsen heutzutage vor allem Macchie- oder Garrigue-Gewächse. In den kühleren Lagen des Mittelmeergebiets spielen auch verschiedene sommergrüne Eichenarten, etwa die Flaumeiche, eine große Rolle. In den mittleren und höheren Lagen der Gebirge sind auf kleinem Raum mehrere einander überlagernde Höhenstufen ausgebildet, wobei in Abhängigkeit vom Klima die einzelnen Komponenten einer solchen Höhenstufenzonierung sehr unterschiedlich sein können. In den Bergwäldern der mittleren oberen Höhenlagen sind neben der Rotbuche vor allem Tannen- und Kiefernarten, in den nördlicheren Gebirgen auch Fichte und Lärche von Bedeutung. Oberhalb der Waldgrenze sind in den Gebirgen Zwergstrauchheiden, alpine Rasen, und im Mittelmeerraum auch Dornpolstervegetation zu finden. Nach oben zu wird die geschlossene Vegetation von einzeln wachsenden Fels- und Schuttpflanzen abgelöst.
Laut der umstrittenen Megaherbivorenhypothese jedoch wäre Europa vor dem Einfluss des Menschen weniger bewaldet gewesen, vielmehr hätten abwechslungsreiche Weidelandschaften aus Wiesen, Gebüschen und kleineren Hutewäldern großflächig dominiert, geformt durch Pflanzenfresser wie Auerochse, Wisent, Tarpan und Rothirsch.

### Fauna
Die Fauna Europas ist maßgeblich beeinflusst durch die naturräumliche Besiedlung des Menschen. Große Raubtiere wie Braunbär, Eurasischer Wolf oder Luchs sind im Norden oder Osten in größeren Beständen zu finden. Im äußersten Norden und Osten Europas kommen Rentiere und Elche häufig vor. Der Wisent wird aus Zoobeständen wieder in Osteuropa ausgewildert. Rothirsch, Reh und Wildschwein findet man in den meisten Regionen Europas. In Alpen, Pyrenäen und im Kaukasus leben Gämsen und verschiedene Arten des Steinbocks.
In Europa typische Vögel sind u. a. Steinadler, Seeadler, Höckerschwäne, Gänsegeier, Ringeltauben, Haussperlinge und Amseln. In Südeuropa gibt es aufgrund des warmen Klimas eine größere Artenzahl an Eidechsen, Schlangen und Schildkröten. An der Küste leben Seehunde und andere Robbenarten. In den nördlichen Meeren sind die bekanntesten Wale Schwertwal und Schweinswal, im Mittelmeer verschiedene Delfinarten. Die bekanntesten Salzwasserfische sind Heringe und verschiedene Thunfischarten.
Zu den häufigsten durch Menschen gehaltenen und über Jahrhunderte domestizierten Tierarten zählen Hühner, Rinder, Schweine, Schafe, Pferde, Hunde und Katzen.

### Zeitzonen

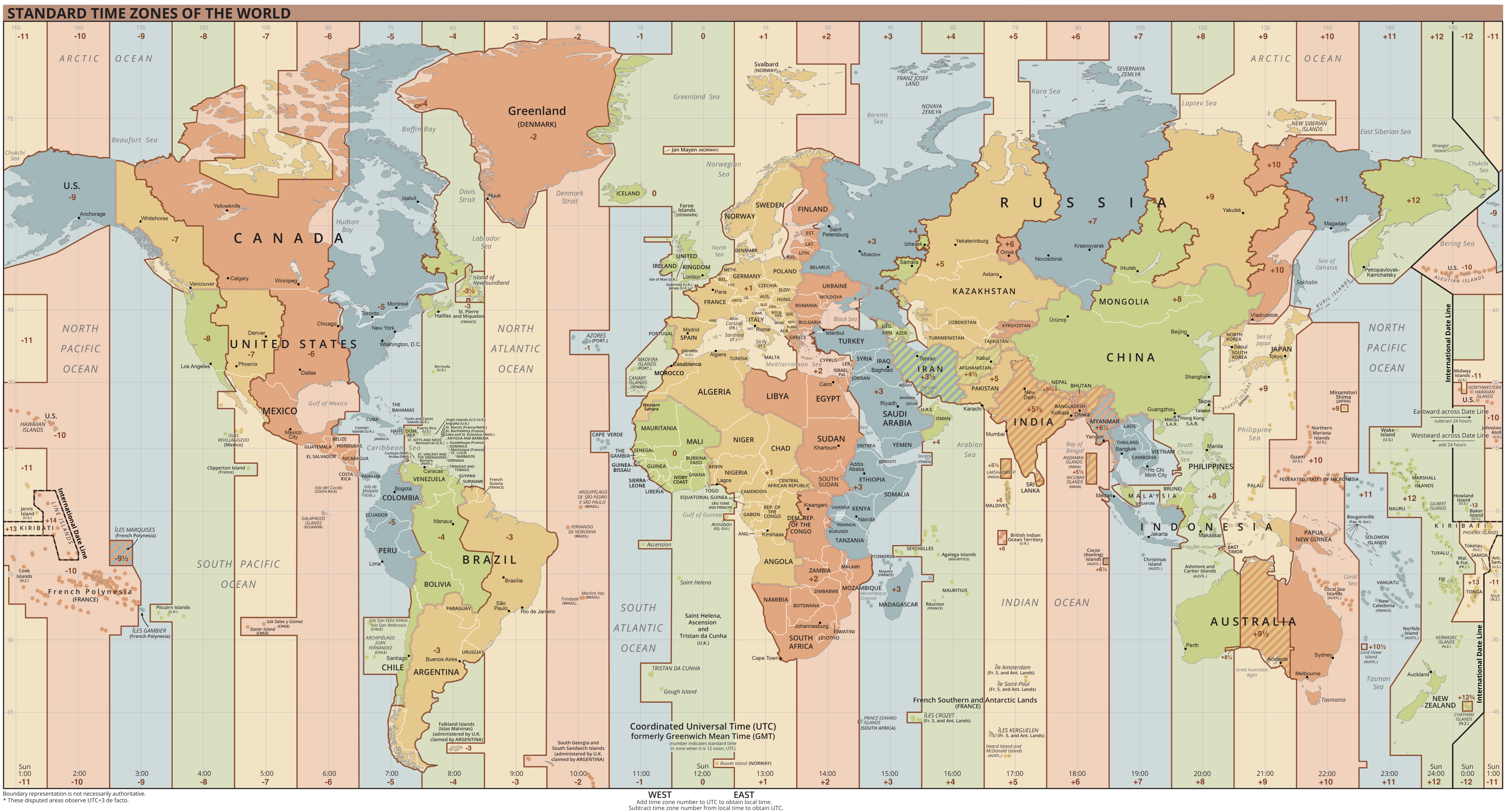
Europas Zeitzonen auf der Weltkarte

Das Vereinigte Königreich, Irland, Portugal und Island haben sich der westeuropäischen Zeit (WEZ/WET) zugeordnet, die identisch mit der koordinierten Weltzeit (UTC) ist. Sie entspricht der mittleren Sonnenzeit am Nullmeridian, der durch London und Ostengland verläuft.
Alle mittel- und einige west- und südosteuropäische Staaten nutzen die Mitteleuropäische Zeit (UTC + 1 Stunde), das sind Spanien, Frankreich, Andorra, Monaco, die Niederlande, Belgien, Luxemburg, Dänemark, Schweden, Norwegen, Deutschland, Polen, Österreich, die Schweiz, Liechtenstein, Italien, San Marino, Vatikanstadt, Tschechien, die Slowakei, Ungarn, Slowenien, Kroatien, Bosnien und Herzegowina, Serbien, Montenegro, Nordmazedonien, Kosovo, Malta und Albanien.
Einige nord-, ost- und südosteuropäische Staaten nutzen die Osteuropäische Zeit (UTC + 2 Stunden), das sind Finnland, Estland, Lettland, Litauen, die Ukraine, Rumänien, Moldau, Bulgarien und Griechenland.
Die Moskauer Zeit (UST + 3 Std.) nutzen Belarus und ein Großteil des europäischen Teils Russlands sowie die Türkei.
Die meisten Staaten verwenden von Ende März bis Ende Oktober eine Sommerzeit, bei der die Uhren über diesen Zeitraum hinweg eine Stunde vorgestellt werden. Das gilt für alle EU-Staaten, auch die meisten europäischen Nicht-EU-Staaten folgen diesem Beispiel, jedoch nicht Island, Russland, Belarus und die Türkei.

### Geologie
Die Geologie Europas weist eine große Vielfalt an Strukturen und Gesteinen auf. Die Erdgeschichte Europas gibt mit Sedimentbecken, rezenten Gebirgen, Überresten alter Gebirge, Konsequenzen aus dem Werden und Vergehen von Ozeanen, dem Kommen und Gehen von Eiszeiten sowie aktiven und passiven Vulkanzonen einen repräsentativen Ausschnitt über wesentliche Entwicklungen der historischen Geologie.
Ein zentrales Merkmal Europas ist die Zweiteilung in das gebirgige und hochgelegene Südeuropa und die ausgedehnte, teilweise unter Wasser liegende nördliche Ebene, die sich von England im Westen bis zu dem Uralgebirge im Osten erstreckt. Diese beiden Regionen werden durch die Pyrenäen sowie die Alpen-Karpaten-Gebirgszüge voneinander getrennt. Die nördliche Ebene wird im Westen durch das Skandinavische Gebirge und die gebirgigen Teile der Britischen Inseln begrenzt. Die südliche Gebirgsregion wird vom Mittelmeer und dem Schwarzen Meer eingefasst. Zu den wichtigsten flachen Gewässern, die Teile der nördlichen Ebene bedecken, zählen die Keltische See, die Nordsee, die Ostsee und die Barentssee.

#### Tektonik
Aus der Sicht der Plattentektonik ist die fortschreitende Nordwärtsbewegung der Afrikanischen Platte gegen die Eurasische Platte im Mittelmeerraum das prägendste Merkmal der heutigen geologischen Dynamik Europas. Der Druck der Afrikanischen Platte ist die Hauptursache für den Aufstieg der Pyrenäen, der Alpen und der Karpaten. Kalksteine und andere Sedimente, die einst den Meeresboden der Tethys-See bildeten, wurden durch diesen Druck emporgehoben und machen heute einen großen Teil dieser Gebirge aus. Südlich von Italien entsteht ein submarines Backarc-Becken, das eines von mehreren kleinen mediterranen Kontinentalfragmenten ist, die zwischen den beiden Platten gefangen sind. Diese Verformung der Erdkruste hebt die Gebirge Italiens an und verursacht aktive Verwerfungen und Vulkane wie den Ätna. Die Iberische Halbinsel wurde durch die Plattenkollision separat gedreht und an den Rest Europas angefügt.

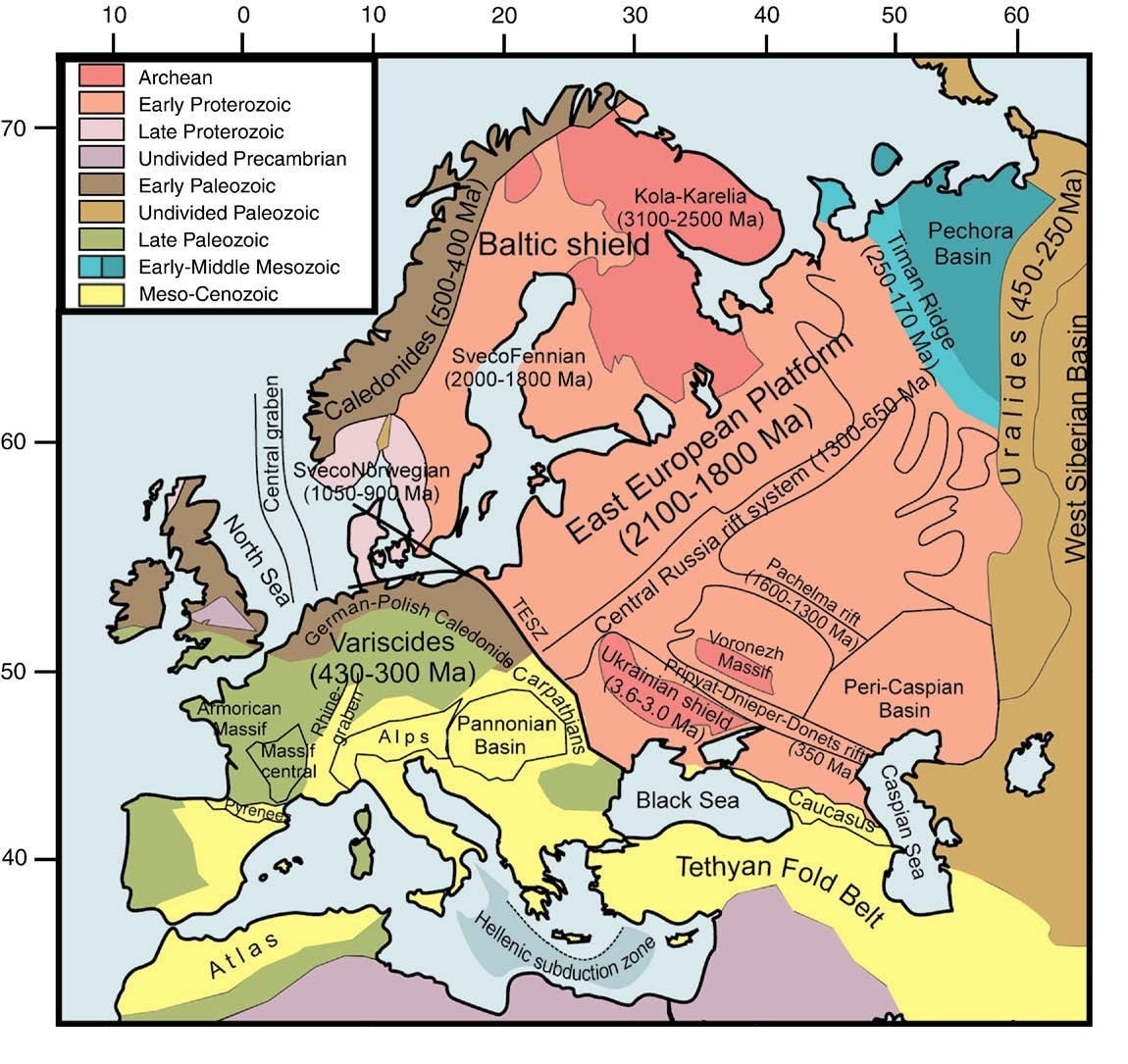
Vereinfachte tektonische Karte Europas, mit dem Baltischen Schild und der Osteuropäischen Plattform abgegrenzt von den europäischen Gebirgsgürteln (kaledonisch; variszisch; alpidisch) durch die Transeuropäische Suturzone (TESZ)

Nördlich der Alpen und anderer Gebirgszüge nimmt die tektonische Aktivität stark ab, da hier das stabile Baltische Kraton liegt. Eine Ausnahme bildet ein Hotspot im Mantel unter Mitteldeutschland, der in geologischen Zeiträumen Vulkane wie den Vogelsberg in Hessen entstehen ließ.

#### Entwicklung
Das präkambrische Nordosteuropa besteht aus Resten der Kontinente Baltica im Osten und Laurentia im Nordwesten sowie dem südwestlich davon liegenden Kleinkontinent Ost-Avalonia. Das kaledonische Europa in Teilen Großbritanniens und Skandinaviens entstand im Zeitraum vom Ordovizium bis zum Devon im Rahmen der Kaledonischen Gebirgsbildung. Das variszische oder herzynische Europa resultiert aus der Variszischen Gebirgsbildung der zahlreichen Mittelgebirge, der Entstehung des Urals sowie der Nordsee zwischen Devon und Perm.
Das Alpeneuropa bildet sich ursprünglich vom Jura ausgehend, indem sich unter Bildung des Tethysmeeres die europäische Platte und die afrikanische Platte zunächst trennen, um dann ab dem Tertiär wieder zu kollidieren, was im Rahmen der alpidischen Gebirgsbildung zur Entstehung u. a. von Pyrenäen, Alpen und Karpaten führt. Das Mittelmeer bildet sich, schließt sich zeitweise zum Teil wieder; im östlichen Teil des Mittelmeeres setzt sich bis heute die Entwicklung fort, die Kollisionszone ist durch Vulkanismus im äolischen und im Kykladenbogen geprägt. Westeuropa wird vom Rhein-Rhone-Graben (siehe Westeuropäisches Riftsystem) durchdrungen.
Im Quartär erfolgen schließlich durch die Kaltzeiten und Gletscherzonen zahlreiche Umformungen der betreffenden Landstriche. Zwischen der skandinavischen und der alpinen Gletscherzone besteht zeitweise eine Mammutsteppe. Die infolge der Eiszeiten entstehende Löss-Zone von der Picardie bis zur Ukraine wird später zu einer der Hauptachsen der Urbanisierung Europas.

## Geschichte

### Besiedlung

Expansion des Homo sapiens nach Europa vor rund 50.000 Jahren

Älteste Nachweise von Vertretern der Gattung Homo stammen derzeit aus der Sierra de Atapuerca in Spanien und sind bis zu 1,2 Mio. Jahre alt. Noch ältere Fossilfunde aus Georgien (außerhalb der heute gültigen Grenzen Europas) sind 1,8 Mio. Jahre alt und werden als „Homo erectus ergaster georgicus“ bezeichnet. Im nordalpinen Europa beginnt der älteste Besiedlungshorizont mit Homo heidelbergensis vor ca. 600.000 Jahren.
Vor ca. 50.000 Jahren gelangte Homo sapiens nach Europa (vgl. Out-of-Africa-Theorie) und ersetzte nach und nach den Neandertaler. Mit der Jungsteinzeit und der Bronzezeit begann in Europa eine lange Geschichte großer kultureller und wirtschaftlicher Errungenschaften, zunächst im Mittelmeerraum, dann auch im Norden und Osten.

### Zivilisation

Das Römische Reich zur Zeit seiner größten Ausdehnung in den Jahren 115–117

Besonders die griechische Kultur, das Römische Reich und das Christentum hinterließen bis heute ihre Spuren. In der Antike vereinigte das Römische Reich zur Zeit des Augustus erstmals das gesamte südliche Europa zusammen mit den anderen Küstenländern des Mittelmeerraums in einem Großreich. Im Römischen Reich konnte sich die neue Religion des Christentums schnell ausbreiten. Trotz aller Verfolgungen wurde das Christentum in der Spätantike von Konstantin dem Großen gefördert (konstantinische Wende) und unter Kaiser Theodosius I. zur Staatsreligion erhoben – eine Entwicklung, die bis heute fortwirkt. Mit dem Ende der Antike brach im Westen das Imperium Romanum zusammen, bestand im Osten jedoch als (immer mehr griechisch geprägtes) Byzantinisches Reich bis 1453 fort. In dieser Zeit drängten mit der Völkerwanderung eine Vielzahl von meist germanischen Stämmen (Angelsachsen, Franken, Goten u. a.) in das westliche Europa und bildeten den Grundstein für zukünftige Nationen (England, Frankreich, Spanien).

Fränkisches Reich 481–814

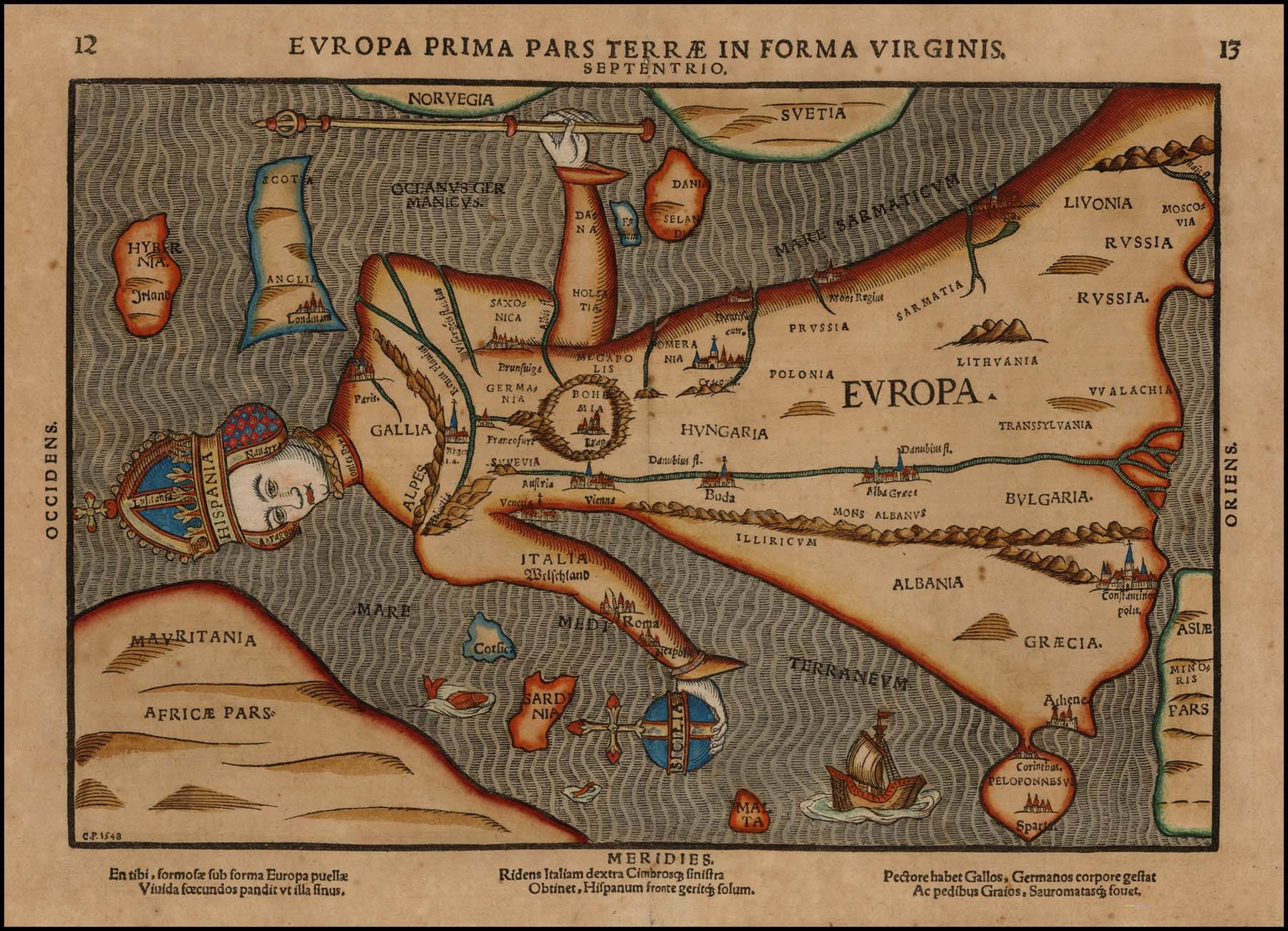
Europa Regina (1582)

Im Frühmittelalter erklärte das Paderborner Epos den Herrscher des Frankenreichs, Karl den Großen, zum „Vater Europas“ (pater Europæ). Das Mittelalter war unter anderem geprägt von der Konkurrenz zwischen dem neuen römischen Kaiser im Westen (→ Römisch-deutscher Kaiser) und dem byzantinischen Kaiser in Konstantinopel (→ Zweikaiserproblem), auf deren beider Einflusssphären die später weiter vertiefte Spaltung in ein westliches und östliches Europa zurückgeht (→ Morgenländisches Schisma). Missionare verbreiteten das Christentum seit dem Frühmittelalter über Nord- und Osteuropa, so dass ganz Europa im Spätmittelalter christlich wurde. Im westlichen Europa gab es jedoch seit dem Investiturstreit im 11. Jahrhundert Auseinandersetzungen zwischen Kaiser und Papst um die Vorherrschaft. Im Zeitalter der Renaissance entdeckte man im lateinischen Westen das „Wissen der Antike“ wieder, was teils einen kulturellen Aufschwung bewirkte. Die Reformation im 16. Jahrhundert spaltete die westliche Kirche (mit der orthodoxen Kirche war es bereits im Jahr 1054 zum Bruch gekommen) in einen katholischen und evangelischen Teil. Religionskriege waren die Folge. 1618 bis 1648 verwüstete der Dreißigjährige Krieg weite Teile Mitteleuropas.
Seit dem 15. Jahrhundert bauten europäische Nationen (besonders Spanien, Portugal, Russland, die Niederlande, Frankreich und das Vereinigte Königreich) koloniale Imperien mit großen Besitztümern auf allen anderen Kontinenten auf. Europa ist der Kontinent, der die anderen Erdteile am meisten beeinflusst hat, zum Beispiel durch christliche Missionierung, Kolonien, Sklavenhandel, Warenaustausch und Kultur.
Im 18. Jahrhundert setzte die Bewegung der Aufklärung neue Akzente und forderte Toleranz, die Achtung der Menschenwürde, Gleichheit und Freiheit. In Frankreich kam 1789 durch die Französische Revolution das Bürgertum zur Macht. Im frühen 19. Jahrhundert musste sich halb Europa nach dem Willen des nach der Revolutionszeit zur Macht gekommenen französischen Kaisers Napoleon richten, bis er 1812 in Russland ein Fiasko erlebte. Die konservativen Siegermächte versuchten darauf im Rahmen des Wiener Kongresses die vorrevolutionären Zustände wiederherzustellen, was nur vorübergehend gelang. Die Industrialisierung begann in Teilen Europas im 18. Jahrhundert und veränderte rasant den Alltag breiter Bevölkerungsschichten. Als Folge der Verarmung der Arbeiter entstand im 19. Jahrhundert die kommunistische Bewegung. Daneben war das 19. Jahrhundert stark bestimmt von der Verbreitung demokratischer Ideen und Systeme, der konservativen Reaktion darauf und dem mit ungezügeltem Nationalismus einhergehenden Imperialismus der Großmächte. Sowohl der Erste (1914 bis 1918) als auch der Zweite Weltkrieg (1939 bis 1945) brachen in Europa aus und richteten riesige Zerstörungen an. In Letzterem verloren rund 60 Millionen Menschen ihr Leben.
Nach dem Zweiten Weltkrieg und im Kalten Krieg ab 1947 war Europa in zwei große politisch-ökonomisch-militärische Blöcke durch den sogenannten Eisernen Vorhang geteilt. Sozialistische Nationen in Osteuropa waren im Warschauer Pakt durch die Sowjetunion dominiert. Eher Kapitalistische Nationen in Westeuropa waren in einem Block durch die Vereinigten Staaten von Amerika angeführt. Dazwischen gab es einige neutrale Staaten. Erst Perestroika und Glasnost führten in der Sowjetunion Mitte der 1980er Jahre zu einem politischen Kurswechsel. 1989 brach der Ostblock auf, die Berliner Mauer fiel. Die Sowjetunion und der Warschauer Pakt lösten sich auf. Seitdem sind weite Teile West- und Mitteleuropas durch US-Militärstützpunkte besetzt.
Mit Beginn der 1950er Jahre und insbesondere nach 1990 wachsen die Kulturen, Volkswirtschaften und politischen Staatsformen Europas verstärkt zusammen. Durch die Europäische Integration bildeten sich zahlreiche Institutionen der EU.

## Politik

### Länder Europas
Je nach Ziehung der Grenze zwischen Europa und Asien (siehe Abschnitt Geographie) gibt es zurzeit 46 bis 49 souveräne Staaten, die ganz oder teilweise in Europa liegen (Hauptstädte in Klammern); die Zugehörigkeit Georgiens und Aserbaidschans sowie die Unabhängigkeit Kosovos sind dabei nicht eindeutig.
(Hauptstädte in Klammern)
- Albanien (Tirana)
- Andorra (Andorra la Vella)
- Aserbaidschan (Baku)[FN 1]
- Belarus (Minsk)
- Belgien (Brüssel)
- Bosnien und Herzegowina (Sarajevo)
- Bulgarien (Sofia)
- Dänemark (Kopenhagen)[FN 2]
- Deutschland (Berlin)
- Estland (Tallinn)
- Finnland (Helsinki)
- Frankreich (Paris)[FN 2]
- Georgien (Tiflis)[FN 1]
- Griechenland (Athen)
- Irland (Dublin)
- Island (Reykjavík)
- Italien (Rom)
- Kasachstan (Astana)[FN 3]
- Kosovo (Pristina)[FN 4]
- Kroatien (Zagreb)
- Lettland (Riga)
- Liechtenstein (Vaduz)
- Litauen (Vilnius)
- Luxemburg (Luxemburg)
- Malta (Valletta)
- Moldau (Chișinău)
- Monaco
- Montenegro (Podgorica)
- Niederlande (Amsterdam)[FN 2]
- Nordmazedonien (Skopje)
- Norwegen (Oslo)[FN 2]
- Österreich (Wien)
- Polen (Warschau)
- Portugal (Lissabon)
- Rumänien (Bukarest)
- Russland (Moskau)[FN 3]
- San Marino (San Marino)
- Schweden (Stockholm)
- Schweiz (Bern)
- Serbien (Belgrad)
- Slowakei (Bratislava)
- Slowenien (Ljubljana)
- Spanien (Madrid)[FN 2]
- Tschechien (Prag)
- Türkei (Ankara)[FN 3]
- Ukraine (Kiew)
- Ungarn (Budapest)
- Vatikanstadt
- Vereinigtes Königreich (London)[FN 2]

Fußnoten
1. 1 2  
Liegt je nach Auslegung (teilweise) in Europa, siehe #Teilweise in Europa liegende Staaten
2. 1 2 3 4 5 6  
Hat außereuropäische Besitzungen
3. 1 2 3  
Liegt teilweise in Europa, siehe #Teilweise in Europa liegende Staaten
4. ↑  
Umstritten. Kosovo wird von der Mehrheit der europäischen Staaten als unabhängig anerkannt. (Siehe Umstrittene Gebiete)

Außereuropäische Besitzungen europäischer Länder
- Grönland gehört politisch zu Dänemark, ist aber autonom und seit 1985 kein Teil der Europäischen Union. Geographisch liegt Grönland in Nordamerika.
- Zu Spanien gehören die vor Afrika gelegenen Kanarischen Inseln und die an der Küste Marokkos gelegenen Hoheitsgebiete (u. a. die Exklaven Ceuta und Melilla). Geographisch sind sie Teil Afrikas.
- Zu Portugal gehören die Ilhas Selvagens, die geographisch Teil Afrikas sind.
- Unter der Souveränität des Vereinigten Königreichs Großbritannien und Nordirland stehen die Gebiete: Anguilla, Bermuda, Britische Jungferninseln, Britisches Territorium im Indischen Ozean, Falklandinseln, Kaimaninseln, Montserrat, Pitcairninseln, St. Helena, Ascension und Tristan da Cunha, Südgeorgien und die Südlichen Sandwichinseln, Turks- und Caicosinseln
- Zu Frankreich gehören folgende Überseegebiete: Clipperton-Insel, Französisch-Guayana, Französisch-Polynesien, Französische Süd- und Antarktisgebiete, Guadeloupe, Martinique, Mayotte, Neukaledonien, Réunion, Saint-Barthélemy, Saint-Martin, Saint-Pierre und Miquelon, Wallis und Futuna
- Zum Königreich der Niederlande gehören: die Länder Aruba, Curaçao und Sint Maarten sowie die „Besonderen Gemeinden“ Bonaire, Saba und Sint Eustatius.
- Norwegen verwaltet im Südpolarmeer das nicht zum Mutterland gehörende, unbewohnte Außengebiet Bouvetinsel.

### Umstrittene Gebiete
- Kosovo (Hauptstadt Pristina): Das Parlament in der von der UN verwalteten Provinz Kosovo erklärte 2008 einseitig seine Unabhängigkeit von Serbien. Serbien betrachtet die Region weiterhin als Bestandteil Serbiens. Der Kosovo wird von der Mehrheit der europäischen Staaten als eigenständig anerkannt; andere erkennen den Kosovo nicht als eigenen Staat an. Siehe auch: Internationale Anerkennung des Kosovo
- Transnistrien (Eigenbezeichnung: Pridnestrowien, Hauptstadt: Tiraspol): 1992 hat sich in Transnistrien ein von der Republik Moldau de facto unabhängiger Staat etabliert, der jedoch von keinem anderen souveränen Staat anerkannt wird.

### Weitere Gebiete
Daneben gibt es noch kleinere Territorien, die nicht integrierter Bestandteil eines Staates, aber auch nicht voll selbständig sind:
- Guernsey (Hauptstadt Saint Peter Port),  Isle of Man (Hauptstadt Douglas) und  Jersey (Hauptstadt Saint Helier) sind Kronbesitzungen der britischen Krone. Sie sind kein Bestandteil des Vereinigten Königreichs Großbritannien und Nordirland
- Gibraltar ist ein Britisches Überseegebiet. Als solches steht es zwar unter der Souveränität des Vereinigten Königreichs Großbritannien und Nordirland, ist aber kein Teil davon.
- Färöer (Hauptstadt Tórshavn): Die Färöer sind Teil des Königreichs Dänemark.
- Spitzbergen (Hauptstadt Longyearbyen) und Jan Mayen (Hauptort Olonkinbyen) sind Teil des Königreichs Norwegen und werden deshalb gewöhnlich zu Europa gezählt. Aufgrund ihrer Lage zwischen Skandinavien und Grönland (Jan Mayen) bzw. zwischen Skandinavien und dem Nordpol (Spitzbergen, norwegisch Svalbard) ist die geographische Zuordnung zum Kontinent nicht eindeutig.
- Azoren (Hauptstadt Ponta Delgada) und  Madeira (Hauptstadt Funchal) sind Inselgruppen und autonome Regionen Portugals. Ihre Zuordnung zu Europa folgt aufgrund politischer, kultureller und historischer Gleichartigkeit. Geographisch liegt Madeira näher der afrikanischen als der europäischen Küste.

### Teilweise in Europa liegende Staaten
- Kasachstan liegt nach der am weitesten verbreiteten geographischen Abgrenzung am Uralfluss mit 5,4 Prozent seiner Landfläche in Europa. Etwas mehr als 20 % der Einwohner sind Angehörige europäischer Völker (Russen, Ukrainer, Polen, Deutsche). Es ist Mitglied in der UEFA sowie als Nachfolgestaat der Sowjetunion Mitglied der OSZE. Für gewöhnlich wird es politisch und kulturell zu (Zentral-)Asien gezählt.
- Russland liegt mit bis zu 25 Prozent seiner Fläche in Europa, wenn man den Nordkaukasus dazuzählt. Im europäischen Teil leben, je nach Zuordnung des Nordkaukasus, etwa 65 bis 75 Prozent der Bevölkerung. Das Land ist ethnographisch, historisch und kulturell Teil Europas. In Asien liegen der Ostteil des Uralgebietes, Sibirien und der Ferne Osten Russlands.
- Die Türkei liegt nach der traditionellen geographischen Abgrenzung an Bosporus und Dardanellen mit 3 Prozent ihrer Fläche in Europa. Etwa 12 Prozent der Bevölkerung leben auf dem europäischen Teil, allem voran in der Altstadt Istanbuls, der größten Stadt und historischen Hauptstadt. Die Türkei ist Mitglied des Europarats, bildet mit der EU eine Zollunion und wird bei internationalen Sport- und Kulturveranstaltungen meist Europa zugeordnet.
- Wenn man die Wasserscheide des Kaukasus als innereurasische Grenze ansieht, dann liegen auch kleinere Teile Georgiens und Aserbaidschans in Europa. Beide Länder sind, wie auch Armenien, Mitglied im Europarat.

### Organisationen

Mitgliedschaft in Europäischen Organisationen 2024

In der Mitte des 20. Jahrhunderts wurde als erste gemeinsame europäische Institution der Europarat gegründet, der nach Ende des Ost-West-Konfliktes 47 Staaten umfasst. Ebenfalls von großer Bedeutung ist die Organisation für Sicherheit und Zusammenarbeit in Europa (OSZE), die 1975 als Konferenz für Sicherheit und Zusammenarbeit in Europa (KSZE) damals blockübergreifend gegründet wurde, und der neben europäischen Ländern auch die USA und Kanada angehören.

Europaflagge

1951 schlossen sich Belgien, die Niederlande, Luxemburg, Deutschland, Italien und Frankreich zur Europäischen Gemeinschaft für Kohle und Stahl EGKS zusammen. 1957 wurden mit den Römischen Verträgen die Europäische Atomgemeinschaft (Euratom) sowie die Europäische Wirtschaftsgemeinschaft (EWG) gegründet. Ab dem EG-Fusionsvertrag 1967 teilten sich die drei Europäische Gemeinschaften (EGKS, Euratom und EWG) die gemeinsamen Institutionen Kommission, Rat, Parlament und Gerichtshof. Mit dem Vertrag von Maastricht 1993 wurde die EWG in Europäische Gemeinschaft (EG) umbenannt und die Europäische Union gegründet, die die drei Gemeinschaften umfasste sowie um zwei intergouvernementale Politikbereiche die Gemeinsame Außen- und Sicherheitspolitik und die Zusammenarbeit im Bereich Justiz und Inneres erweiterte. Nach der Ost-Erweiterung in den Jahren 2004, 2007 und 2013 sowie dem Austritt Großbritanniens zählt die EU gegenwärtig 27 Mitgliedsstaaten. Durch den Vertrag von Lissabon ging die EG 2009 vollständig in der EU auf. Heute sind 26 europäische Länder Mitglied der Europäischen Union sowie die Republik Zypern, die geographisch zu Asien zählt.

Mitgliedstaaten der Europäischen Verteidigungsagentur
Lila: Opt-in (Norwegen, Schweiz, Serbien, Ukraine)

Ein Großteil der Mitgliedstaaten der ebenfalls in den 1950er Jahren gegründeten Europäischen Freihandelsassoziation (EFTA) ist mittlerweile in die EU übergetreten, nur noch Island, Norwegen, Schweiz und Liechtenstein sind Mitglieder. Die EFTA ist eine reine Freihandelszone ohne supranationale Entscheidungsbefugnisse.
In militärischer Hinsicht ist die NATO (Nordatlantikvertrag-Organisation) in Europa von Bedeutung. Sie wurde 1949 aufgrund der sich abzeichnenden Differenzen nach dem Ende des Zweiten Weltkriegs zwischen den Westalliierten und der UdSSR gegründet. Neben den 23 europäischen Mitgliedern sind auch die USA, Kanada und die Türkei Mitglieder der NATO. Die Europäische Verteidigungsagentur trägt seit 2004, „zur Ermittlung von Maßnahmen zur Stärkung der industriellen und technologischen Basis des Verteidigungssektors“ in der EU bei.
Die Weltgesundheitsorganisation (WHO) der UNO kennt eine Region Europa, die die Russische Föderation und die gesamte Türkei mit einschließt.
Einige Staaten gehören geographisch nicht zu Europa, sind aber Mitglieder europäischer Organisationen. Zypern liegt im östlichen Mittelmeer nahe der Küste Asiens, zu dem es deshalb geographisch gezählt wird. Geschichtlich und kulturell ist es jedoch eng mit Europa verbunden und politisch und kulturell Mitglied europäischer Organisationen. Seit 2004 ist die Republik Zypern Mitglied der EU. Die transkaukasischen Staaten Armenien, Aserbaidschan und Georgien werden geographisch je nach Definition teilweise oder vollständig zu Asien gerechnet. Geschichtlich und kulturell sind jedoch die beiden mehrheitlich christlichen Staaten Armenien und Georgien mit Europa verbunden. Alle drei Staaten sind Mitglieder des Europarates und werden bei internationalen Sport- und Kulturveranstaltungen meist Europa zugeordnet. Israel liegt geographisch in Asien. Bei internationalen Sport- und Kulturveranstaltungen wird es oft in Europa einbezogen.

## Bevölkerung
Mit über 740 Millionen Einwohnern gehört Europa zu den dichter besiedelten Teilen der Erde. Die durchschnittliche Bevölkerungsdichte beträgt etwa 70 Einwohner pro km². Vor allem in West-, Mittel- und Südeuropa ist die Bevölkerungsdichte relativ hoch, während sie weiter nach Nord- und Osteuropa stark abnimmt.
Die zentral gelegene Bevölkerungskonzentration in West-, Mittel- und Südeuropa, die sich bandförmig zwischen der Irischen See und dem Mittelmeer erstreckt, wird unter der Bezeichnung „Blaue Banane“ als wirtschafts- und siedlungsgeographisch bedeutende Megalopolis klassifiziert.
| Jahr | Bevölkerung | Geburten   | Tode      | Veränderung | Quoten (pro 1000) | Quoten (pro 1000) | Quoten (pro 1000) | Quoten (pro 1000)   | Geburten- rate | Lebens- erwartung |
| Jahr | Bevölkerung | Geburten   | Tode      | Veränderung | Geburten          | Tode              | Veränderung       | Zuwanderungs- quote | Geburten- rate | Lebens- erwartung |
| ---- | ----------- | ---------- | --------- | ----------- | ----------------- | ----------------- | ----------------- | ------------------- | -------------- | ----------------- |
| 1950 | 549,721,718 | 12,202,220 | 6,473,233 | 5,728,987   | 22.2              | 11.8              | 10.4              | -1.6                | 2.70           | 62.8              |
| 1960 | 605,629,870 | 12,098,378 | 5,783,828 | 6,314,550   | 20.0              | 9.6               | 10.4              | -0.4                | 2.58           | 68.8              |
| 1970 | 656,521,426 | 10,568,071 | 6,602,177 | 3,965,894   | 16.1              | 10.1              | 6.0               | 0                   | 2.28           | 70.0              |
| 1980 | 693,437,228 | 10,156,371 | 7,422,720 | 2,733,651   | 14.6              | 10.7              | 3.9               | 0.4                 | 1.93           | 70.9              |
| 1990 | 721,497,282 | 9,235,425  | 7,681,197 | 1,554,228   | 12.8              | 10.6              | 2.2               | 0.7                 | 1.72           | 72.9              |
| 2000 | 726,968,473 | 7,325,763  | 8,401,888 | -1,076,125  | 10.1              | 11.6              | -1.5              | 1.4                 | 1.42           | 73.5              |
| 2010 | 736,276,813 | 8,227,484  | 8,128,387 | 99,097      | 11.2              | 11.0              | 0.1               | 1.7                 | 1.61           | 76.5              |
| 2020 | 746,225,356 | 6,938,739  | 9,119,281 | -2,180,542  | 9.3               | 12.2              | -2.9              | 1.5                 | 1.47           | 77.7              |

### Sprachen
Mehr als 90 Prozent der Einwohner Europas sprechen indogermanische Sprachen. Am weitesten verbreitet sind slawische, germanische und romanische Sprachen. Auch Griechisch, Albanisch, die baltischen und keltischen Sprachen sowie das Romani zählen zu den indogermanischen Sprachen.
Gemessen an der Zahl der Muttersprachler sind Russisch, Deutsch, Französisch, Englisch, Italienisch, Spanisch,
Ukrainisch, Polnisch, Rumänisch und Niederländisch die am häufigsten gesprochenen Sprachen in Europa. Deutsch, Englisch und Französisch werden als interne Arbeitssprachen in den Institutionen der Europäischen Union verwendet.

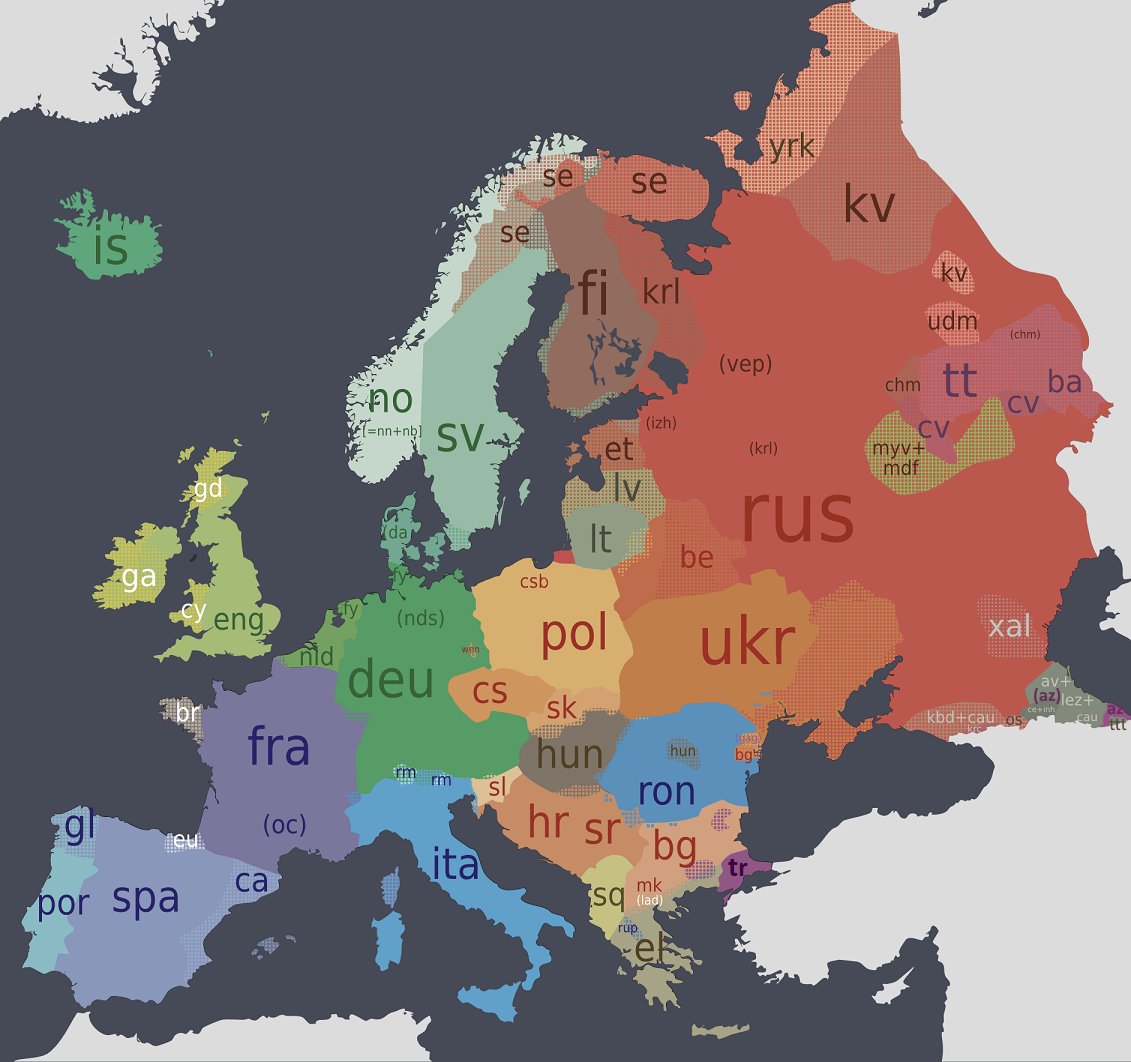
Karte der wichtigsten europäischen Sprachen 2006

Die uralischen Sprachen stellen die zweitgrößte Sprachfamilie Europas dar. Sie unterteilen sich weiter in die samojedischen Sprachen, und in die finno-ugrischen Sprachen. Dazu zählen vor allem Finnisch, Ungarisch und Estnisch, ferner die in Lappland gesprochenen samischen Sprachen und einige Minderheitensprachen, vor allem in Russland.
Im europäischen Teil der Türkei ist mit Türkisch eine Turksprache Amts- und Titularsprache, ebenso Kasachisch im europäischen Teil Kasachstans. Andere Turksprachen kommen als Minderheitensprachen in Ost- und Südosteuropa vor, so etwa das Gagausische, das Tatarische und das Baschkirische. Kalmückisch aus der mongolischen Sprachfamilie ist ebenfalls vertreten.
Mit Maltesisch ist auf der Insel Malta zudem eine Sprache des semitischen Zweigs der afroasiatischen Sprachen vertreten. Die in Spanien und Frankreich gesprochene baskische Sprache wird keiner größeren Sprachfamilie zugerechnet. Darüber hinaus werden heute in Europa zahlreiche weitere Sprachen aus anderen Sprachfamilien gesprochen, die durch Einwanderer in jüngerer Zeit hierher gelangt sind.
Betrachtet man den Kaukasus-Hauptkamm als Südostgrenze Europas, zählen auch zahlreiche Kaukasische Sprachen zu den Sprachen, die geschlossene Sprachgebiete in Europa haben. Südlich des Hauptkammes angesiedelt sind die Kartwelischen Sprachen Georgisch und Swanisch. Turksprachen, die in Europa nur an der Nordflanke des Kaukasus gesprochen werden, sind Aserbaidschanisch, Karatschai-Balkarisch, Kumykisch und Nogaisch. Eine Iranische Sprachinsel im zentralen Nordkaukasus bildet weiterhin das Ossetische.
Bezogen auf die Zahl der Bewohner ist in Europa das lateinische Schriftsystem am gebräuchlichsten, gefolgt vom kyrillischen Alphabet und dem griechischen Alphabet. Die lateinische Sprache hat durch die römisch-katholische Kirche bis in die Neuzeit als Schriftsprache des Kontinents überleben können.

### Religionen

Verbreitungsgebiete der vorherrschenden Religionen in Europa um 1900

Die verschiedenen Ausrichtungen des Christentums haben weite Teile des europäischen Kontinents über mehr als 1500 Jahre mitgeprägt. Christliche Einflüsse erreichten Europa erstmals im 1. Jahrhundert nach Chr. Um 2005 waren römisch-katholische Kirche, protestantische Kirchen und orthodoxe Glaubensgemeinschaften mit über 70 % die am häufigsten vertretenen Religionsgemeinschaften in Europa. Die römisch-katholische Kirche hat seit 1964 sechs Heilige zu Patronen Europas ernannt.
In Russland, dem bevölkerungsreichsten Staat Europas, sind über 50 % Christen, mindestens 30 % Atheisten bzw. konfessionslos und etwa 14 % Muslime. Deutschland hat mit über 82 Mio. Einwohnern die zweitgrößte Bevölkerungszahl. 2023 war mit 46 % die größte Gruppe konfessionslos, fast die Hälfte waren Christen und 4 % waren Muslime etwa 5 % Muslime. Im Osten Deutschlands machen Konfessionslose bis zu 90 % aus.
Die Mehrheit der Staaten und Gesellschaften Europas sind heute eher säkularisiert.
Der Islam breitete sich im 8. Jahrhundert auf der Iberischen Halbinsel aus, wurde aber im Zuge der „Reconquista“ vom 13. bis zum 15. Jahrhundert wieder verdrängt. Gegenwärtig leben etwa 42 und 53 Millionen (6–8 %) Muslime in Europa. Die meisten davon in den europäischen Teilen Russlands (13–20 Millionen). Ca. 16 Millionen sind muslimische Einwanderer und deren Nachkommen in der Europäischen Union. 9,5 Millionen leben im europäischen Gebiet der Türkei, 2,2 Millionen in Bosnien und Herzegowina und 1,4–2,5 Millionen in Albanien.
Rund 1,3 Millionen der europäischen Bevölkerung im Jahr 2020 sind Juden, die meisten davon in Frankreich (ca. 449.000), dem Vereinigten Königreich (ca. 295.000), Russland und Deutschland (ca. 118.000). Andere Religionen (Hinduismus, Buddhismus etc.) sind ebenfalls mit weniger als 0,3 % vertreten.

### Metropolen
Die Städte und Gemeinden bilden die kleinsten administrativen Einheiten im Verwaltungsaufbau der Staaten. Noch 1950 befanden sich sechs Städte Europas unter den 20 größten der Welt.
Auf dem Kontinent gibt es auch einige polyzentrische Ballungsräume, in denen die Kernstädte im Vergleich zum Ballungsraum sehr klein sind (z. B. Rhein-Ruhr, das oberschlesische Industriegebiet oder Mittelengland).

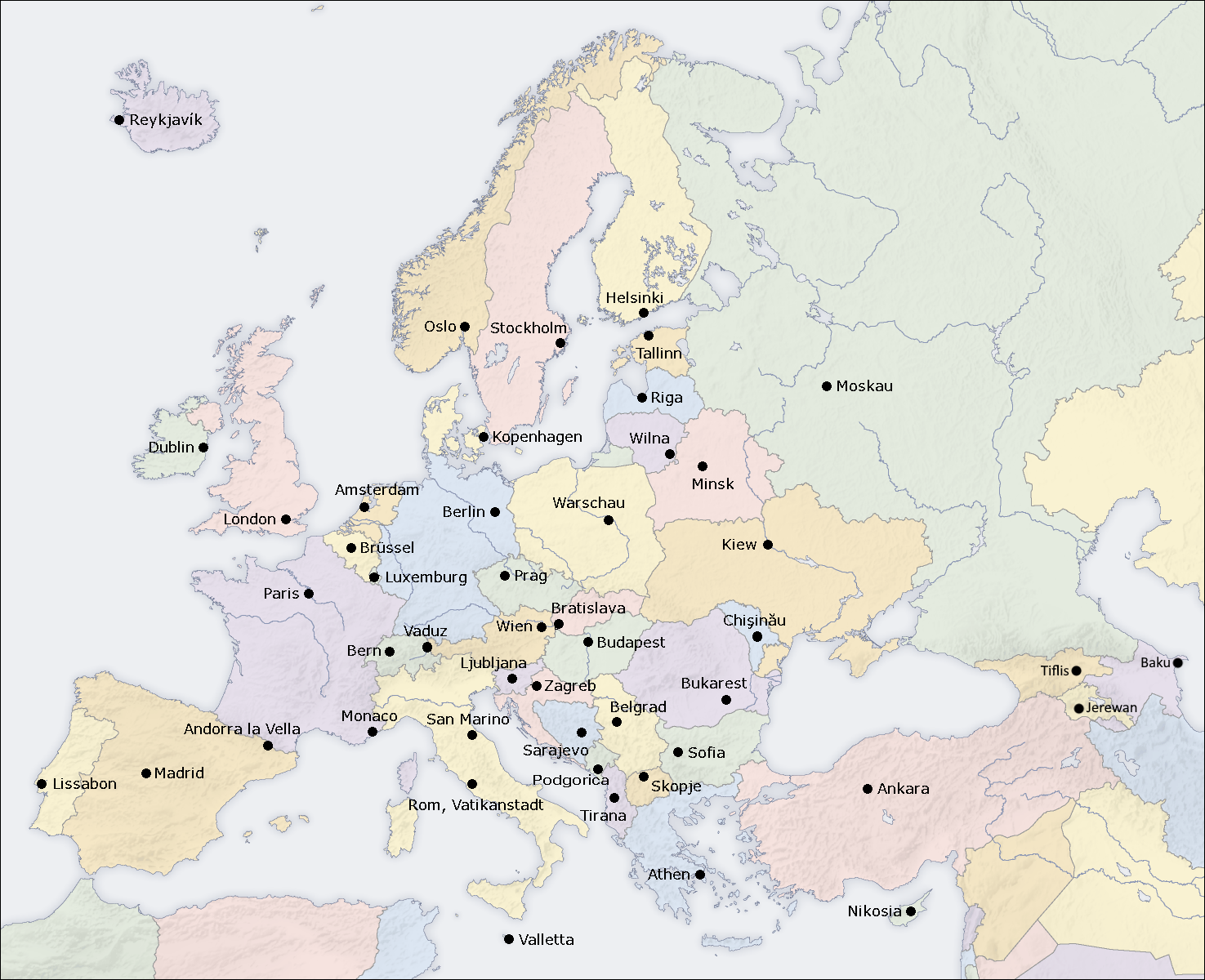
Karte Europas mit den Hauptstädten

Städte mit mehr als 1,5 Millionen Einwohnern in Europa sind (Stand: 2018–2022):
| #  | Stadt            | Staat                  | Einwohnerzahl in Mio. | Einwohnerzahl in Mio. | Gründungsjahr (Urkunde / Erwähnung) |
| #  | Stadt            | Staat                  |                       | Ballungsraum          | Gründungsjahr (Urkunde / Erwähnung) |
| -- | ---------------- | ---------------------- | --------------------- | --------------------- | ----------------------------------- |
| 01 | Istanbul*        | Türkei                 | 015,9                 | 016,0                 | 0660 v. Chr.**                      |
| 02 | Moskau           | Russland               | 010,4                 | 013,8                 | 1147                                |
| 03 | London           | Vereinigtes Königreich | 007,4                 | 012,0                 | 0047 n. Chr.                        |
| 04 | Sankt Petersburg | Russland               | 004,8                 | 005,3                 | 1703                                |
| 05 | Berlin           | Deutschland            | 003,8                 | 004,8                 | 1237                                |
| 06 | Madrid           | Spanien                | 003,3                 | 005,3                 | 1083                                |
| 07 | Kiew             | Ukraine                | 002,8                 | 003,3                 | 0840                                |
| 08 | Rom              | Italien                | 002,7                 | 003,8                 | 0753 v. Chr.***                     |
| 09 | Paris            | Frankreich             | 002,1                 | 011,5                 | 0053 v. Chr.                        |
| 10 | Minsk            | Belarus                | 002,0                 | 002,7                 | 1067                                |
| 11 | Wien             | Österreich             | 001,9                 | 002,8                 | 0881                                |
| 12 | Bukarest         | Rumänien               | 001,9                 | 002,6                 | 1459                                |
| 13 | Hamburg          | Deutschland            | 001,9                 | 002,6                 | 9. Jh.                              |
| 14 | Budapest         | Ungarn                 | 001,7                 | 002,4                 | 0089 n. Chr.                        |
| 15 | Warschau         | Polen                  | 001,7                 | 002,4                 | 1281                                |
| 16 | Barcelona        | Spanien                | 001,6                 | 003,9                 | 0230 v. Chr.                        |
| 17 | München          | Deutschland            | 001,5                 | 002,4                 | 1158                                |

* Istanbul liegt auf der Grenze zwischen Europa und Asien, der alte Stadtkern und etwa 2/3 des Stadtgebietes gehören zum europäischen Teil
** als Byzantion auf europäischer Seite
*** Gründungsdatum, das schon in der Antike nicht unumstritten war

## Wirtschaft

Mitglieder der Eurozone (2023)
Staaten mit Euro als gesetzlicher Währung
EU-Staaten
Nicht-EU-Staaten, die den Euro verwenden

Zwischen dem 15. und 18. Jahrhundert bauten zahlreiche europäische Nationen koloniale Imperien mit großen Besitztümern auf allen anderen Kontinenten auf. Im 19. Jahrhundert wurde Europa durch die auf den ganzen Kontinent übergreifende Industrielle Revolution die führende Wirtschaftsregion der Erde.
Nach 1945 brachten verschiedene internationale Einrichtungen und Organisationen, wie die EFTA (Europäische Freihandelszone) und die Europäische Gemeinschaft – der heutigen EU – einen Wachstumsschub, der in vielen Teilen Europas bis in die 1970er und teilweise in die 1980er Jahre anhielt. Die Versorgung der Bevölkerung Europas konnte durch die Verringerung von Handelsbeschränkungen ebenfalls weiter ausgebaut werden.
Ab Mitte des 20. Jahrhunderts wurde Europa ein wohlhabender Kontinent mit großen Industriemetropolen, ertragreicher Landwirtschaft, wachsendem Dienstleistungssektor und florierender Außenwirtschaft. Die Industrie und die Dienstleistung konzentrierten sich vor allem auf die Ballungsgebiete.
Im 21. Jahrhundert konnten die europäischen Volkswirtschaften in zahlreichen technologieintensiven Branchen nur noch selten Innovationen oder am Weltmarkt erfolgreiche Firmen hervorbringen. Die Wertschöpfung im globalen Vergleich sank. Insbesondere in den Wirtschaftszweigen der Informationstechnik, der Militärtechnik und der Kulturwirtschaft wurden weite Teile Europas abhängig von Importen aus den USA. Unter Zusammenwirkung zahlreicher Krisen, wie dem Abbruch der Handelsbeziehungen zwischen Russland und der EU, trat nach 2020 eine Phase der wirtschaftlichen Stagnation auf dem Kontinent ein.
Ausfuhrgüter sind vor allem Maschinen, Stahl, Chemische und Pharmazeutische Produkte, Luxuswaren und Autos. Einfuhrgüter sind unter anderem Kakao, Tee, Kautschuk, Erdöl, Erdgas und Erze sowie zahlreiche Vorprodukte zur industriellen Fertigung.

### Währungen
Mit dem Vertrag von Maastricht bildeten zunächst 12 Staaten der EU ab 1999 eine Währungsunion. Ab 2002 wurden Euro-Geldscheine und -münzen eingeführt. Heute ist der Euro gesetzliches Zahlungsmittel in 20 EU-Staaten und sechs weiteren europäischen Staaten (Stand: 2023). Die Währung zählt gemessen am Volumen der durch Zentralbanken gehaltenen Währungsreserven zu den weltweit wichtigsten Leitwährungen. Zu den genutzten Währungen in Europa zählen auch u. a. das Pfund Sterling und der Russische Rubel.

### Rohstoffe
Europa verfügt über zahlreiche Vorkommen an unbearbeiteten Grundstoffen. Im nördlichen Teil sind Eisenerze und verschiedene Buntmetallvorkommen häufig vorhanden. Erdöl und Erdgasvorkommen von größerer Bedeutung gibt es in Russland und in der Nordsee. Neben dem Einsatz als Energieträger wird Erdöl für die chemische Industrie genutzt.
Bedeutende Vorkommen an Steinkohle gibt es in der Ukraine, Polen, Deutschland, Frankreich und Großbritannien. Der Steinkohlenbergbau ist im internationalen Vergleich nur noch wenig konkurrenzfähig. Steinkohle als Exportgut spielt nur noch für Polen eine gewisse Rolle. Die Braunkohlereserven in Deutschland, Polen und Tschechien dienen überwiegend der Verstromung vor Ort. Manganerzvorkommen gibt es in der Ukraine, Silber in Polen und Bauxit in Griechenland.
Norwegen, Schweden und Finnland haben wegen ihres Waldreichtums zahlreiche Standorte der Holz verarbeitenden Industrie sowie der Papier- und Zelluloseindustrie.

### Volkswirtschaften

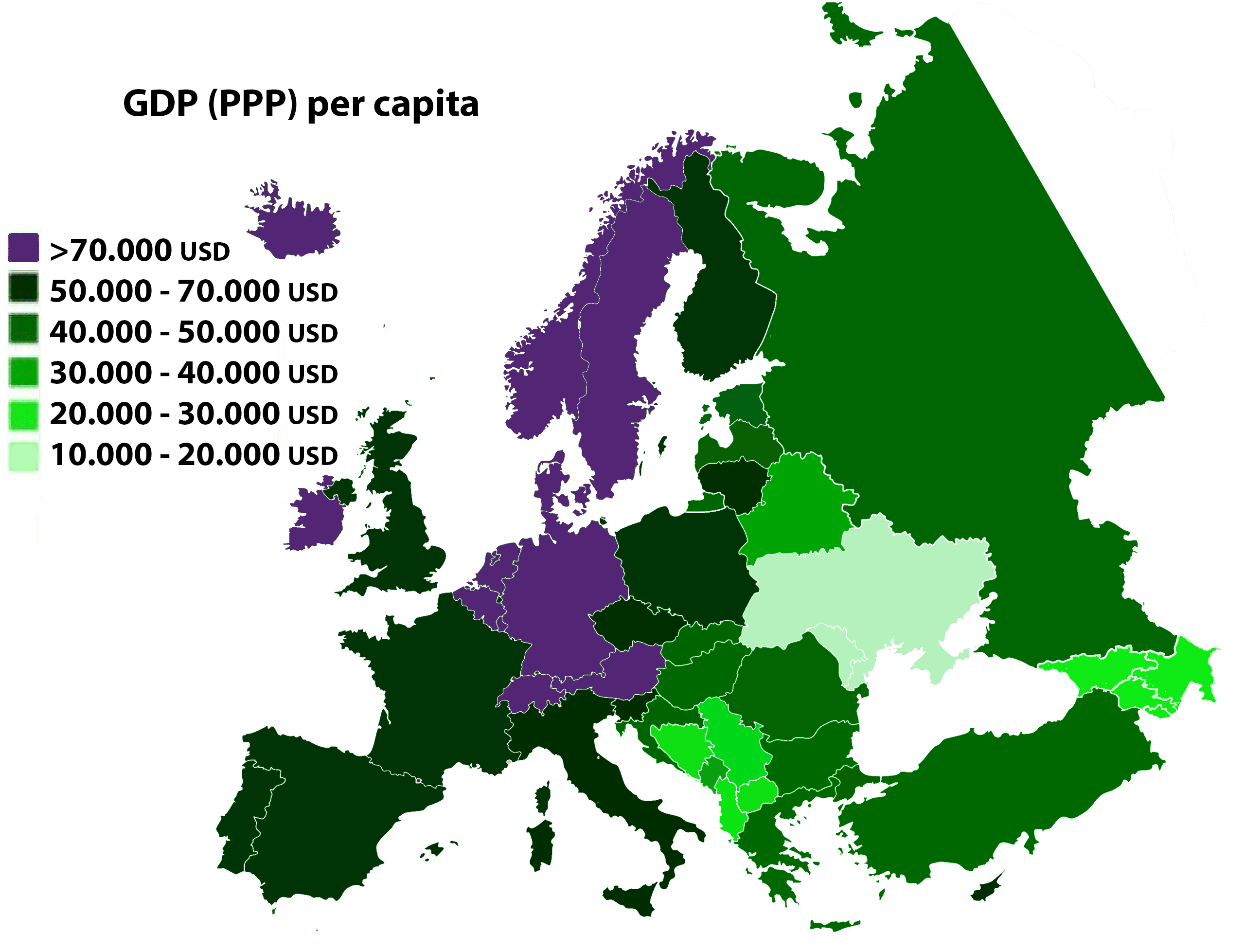
BIP pro Kopf (kaufkraftbereinigt) in Europas Staaten 2021

| #  | Land                   | BIP 2022 (nominal) (Mio. USD) |
| -- | ---------------------- | ----------------------------- |
|    | Europäische Union      | 16.713.030                    |
| 1  | Deutschland            | 4.085.681                     |
| 2  | Vereinigtes Königreich | 3.081.871                     |
| 3  | Frankreich A2          | 2.780.136                     |
| 4  | Russland               | 2.244.249                     |
| 5  | Italien                | 2.012.014                     |
| 6  | Spanien                | 1.418.916                     |
| 7  | Türkei                 | 1.154.600                     |
| 8  | Niederlande            | 1.010.193                     |
| 9  | Schweiz                | 818.471                       |
| 10 | Polen                  | 690.680                       |

### Infrastruktur
Transeuropäische Netze sind ein Beitrag der Europäischen Union zur Umsetzung und Entwicklung des Binnenmarktes und zur Verbesserung des wirtschaftlichen Zusammenhaltes in Europa. Mit dem Programm wird eine bessere Vernetzung eine gewisse Vereinheitlichung der Verkehrssysteme angestrebt. Ferner soll die Infrastruktur von Energie und Telekommunikation verbessert werden. Teil des Programs ist Entwicklung und Unterhalt des Satellitennavigationssystem Galileo.
Europastraßen sind eine Straßenkategorie von Fernstraßen, die sich in Europa, Zentral- und Kleinasien befinden. Sie bilden ein Straßennetz von etwa 50.000 Kilometern Länge, dienen dem internationalen Verkehr und sind durch ein weißes E mit Straßennummer auf grünem Grund gekennzeichnet. Der Verlauf der Europastraßen wird unter dem Dach der UN/ECE festgelegt.

## Kultur
Bildhauerei, Malerei, Literatur, Architektur, Musik, Film und Kulinarische Kultur haben in Europa eine lange Tradition. Nach einer bekannten Formulierung von Bernard-Henri Lévy ist Europa „kein Ort, sondern eine Idee“.
Städte, wie beispielsweise Paris, Wien, Rom, Berlin, London und Moskau werden heute als kulturelle Zentren betrachtet. Außerdem besitzen Städte und Regionen wichtige Theater, Museen, Orchester, Sportveranstaltungen und weitere bedeutende Einrichtungen wie Medienzentren. Der Europatag wird in zahlreichen Ländern und Städten gefeiert.

### Bildung

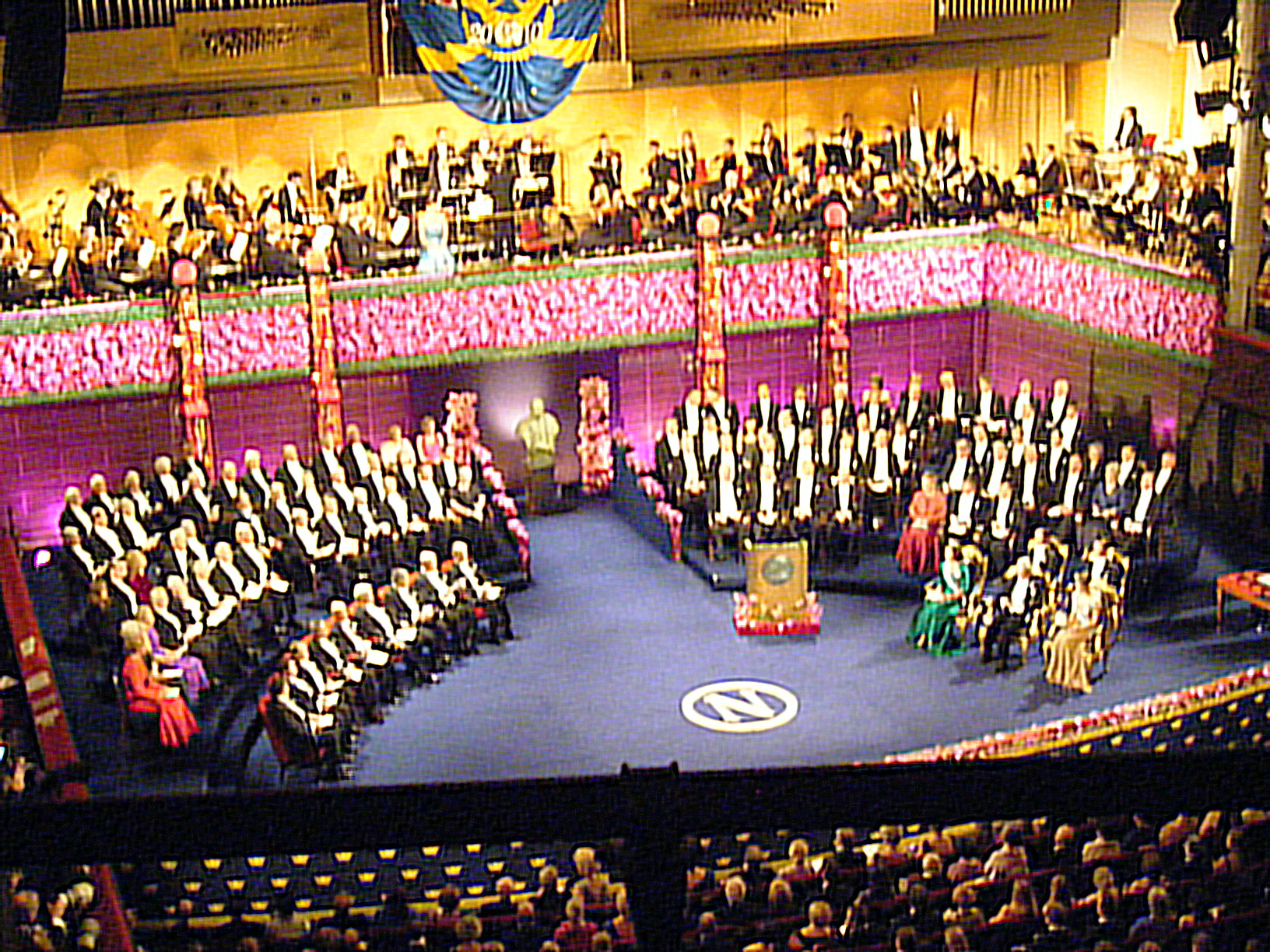
Verleihung des Nobelpreis
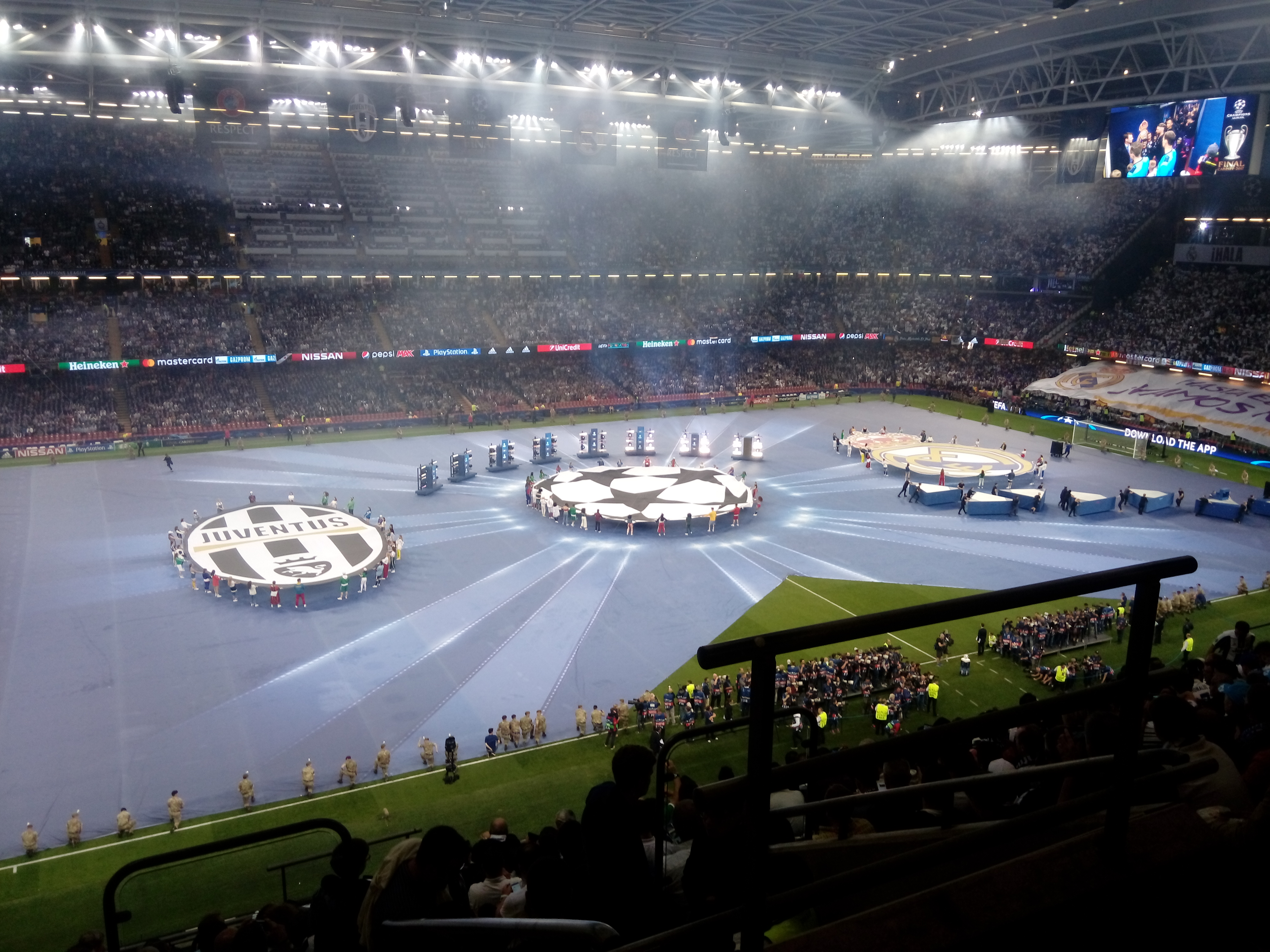
Finale der UEFA Champions League
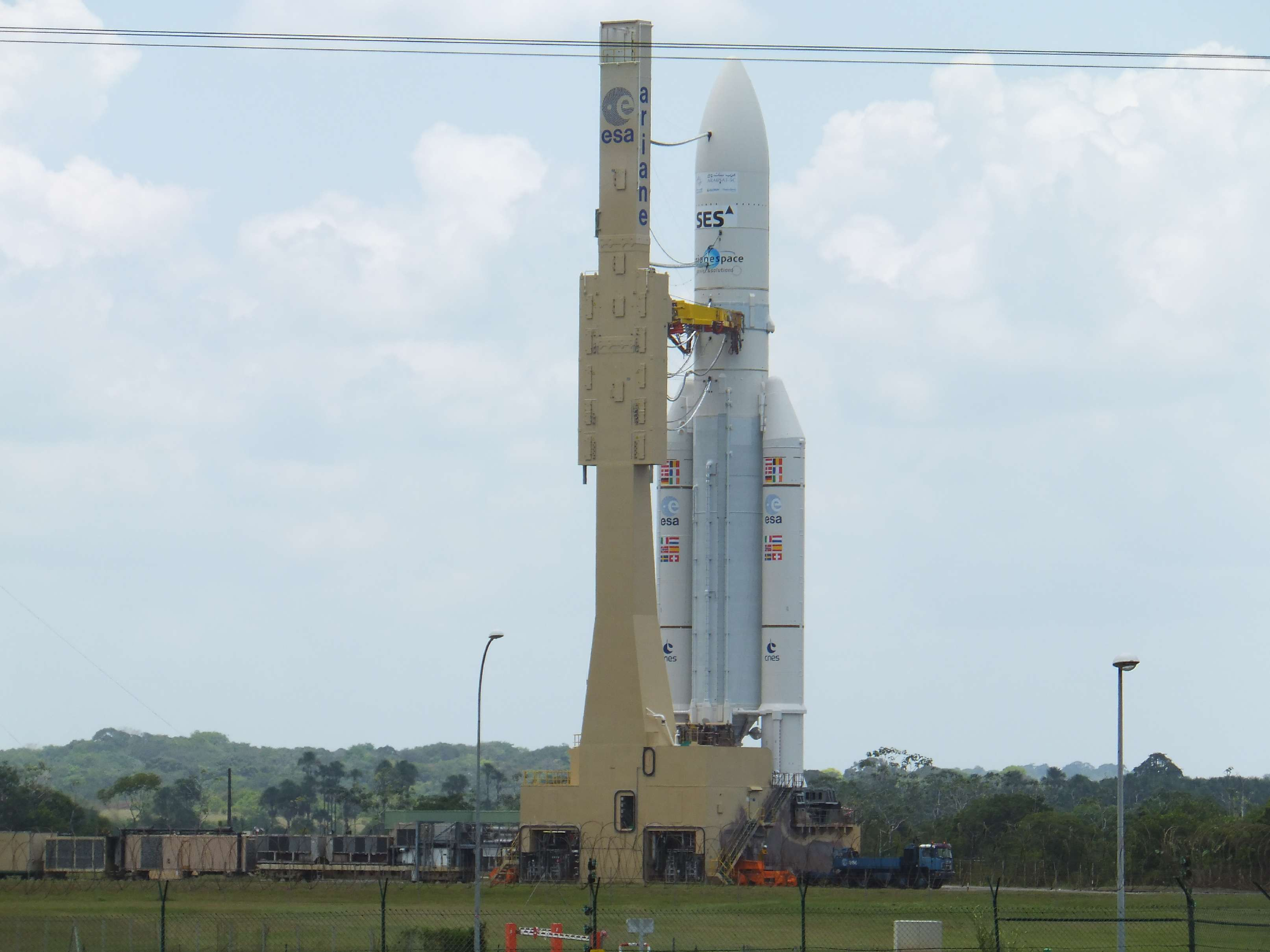
ESA-Rakete
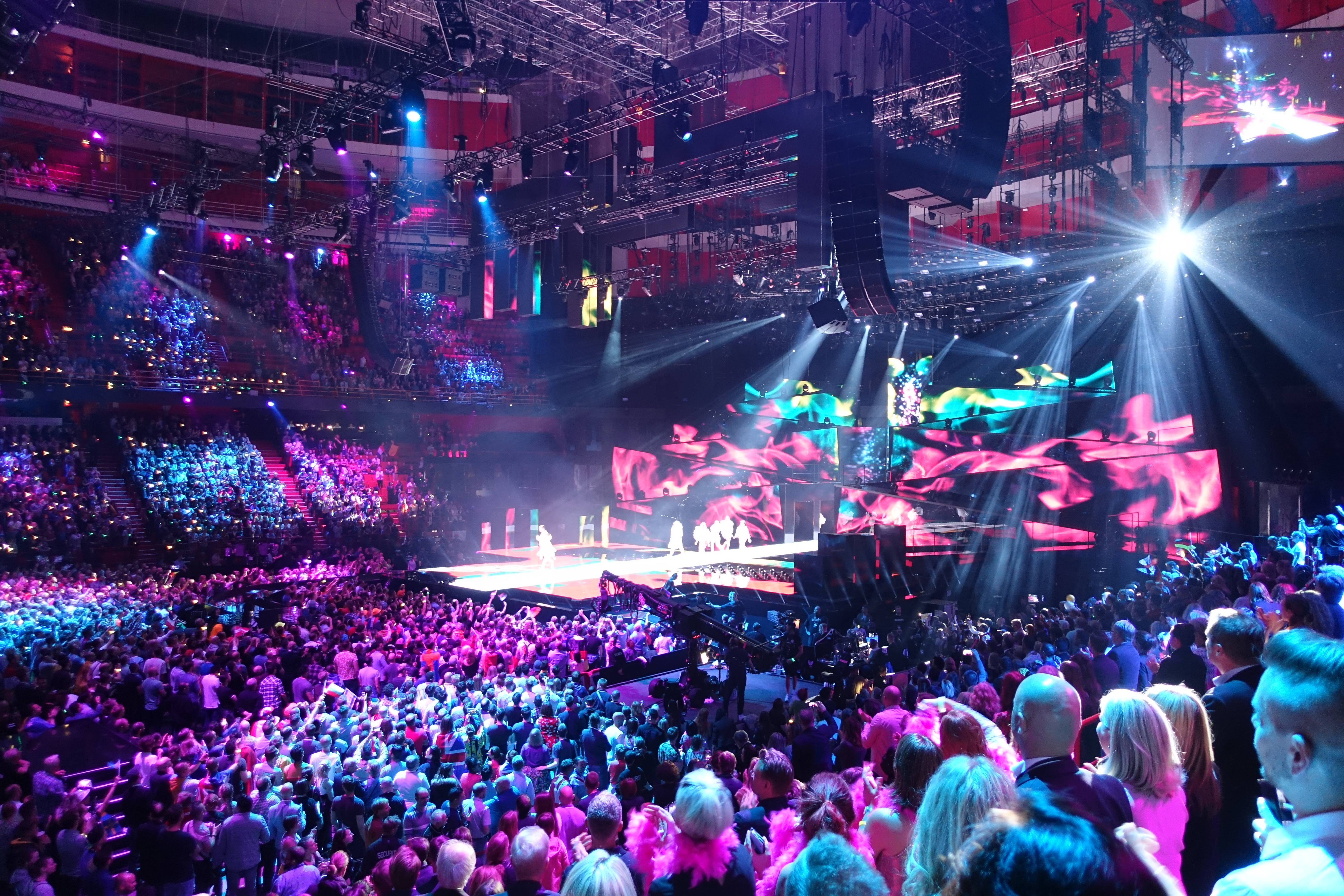
Eurovision Song Contest
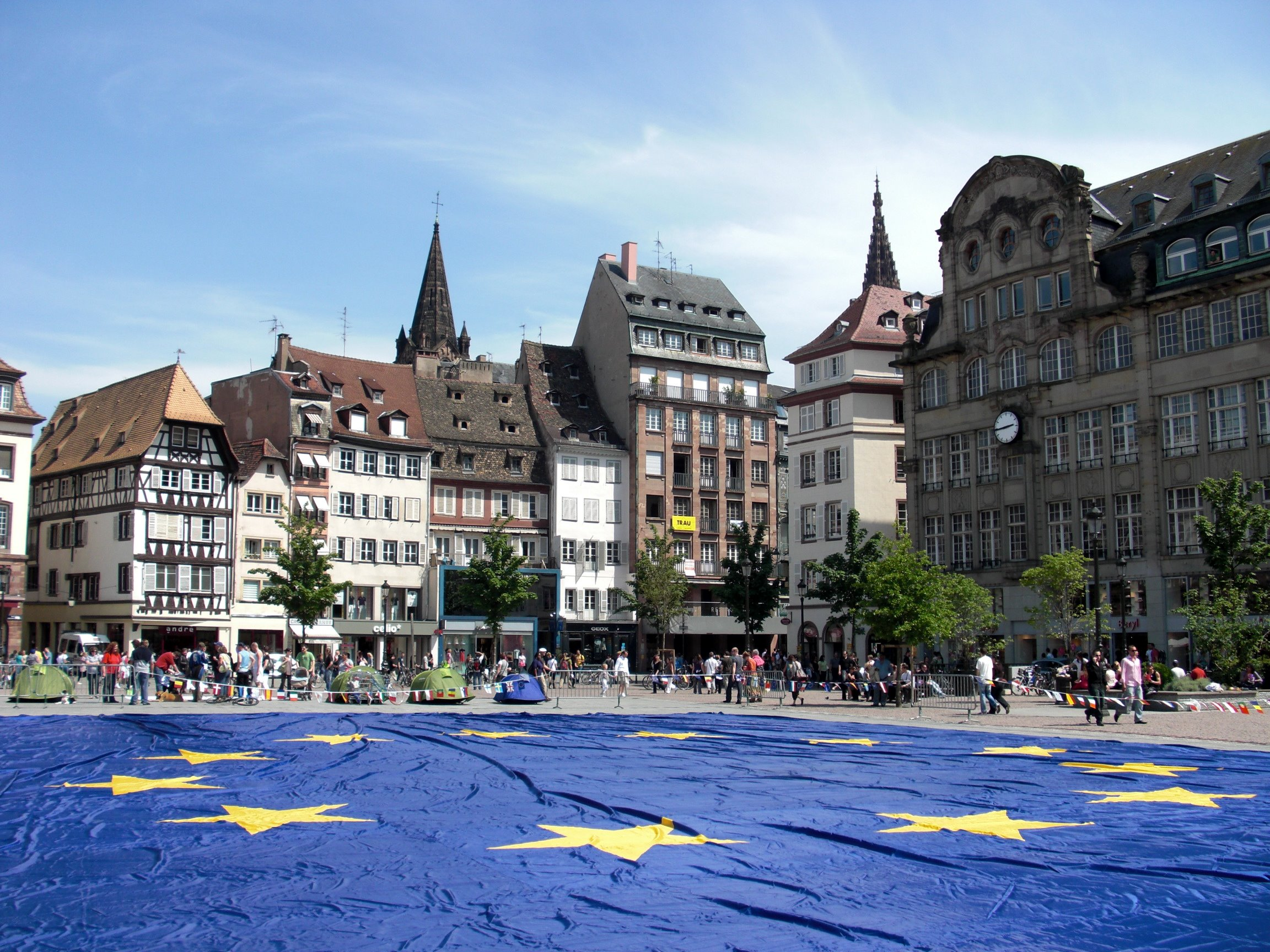
Europatag
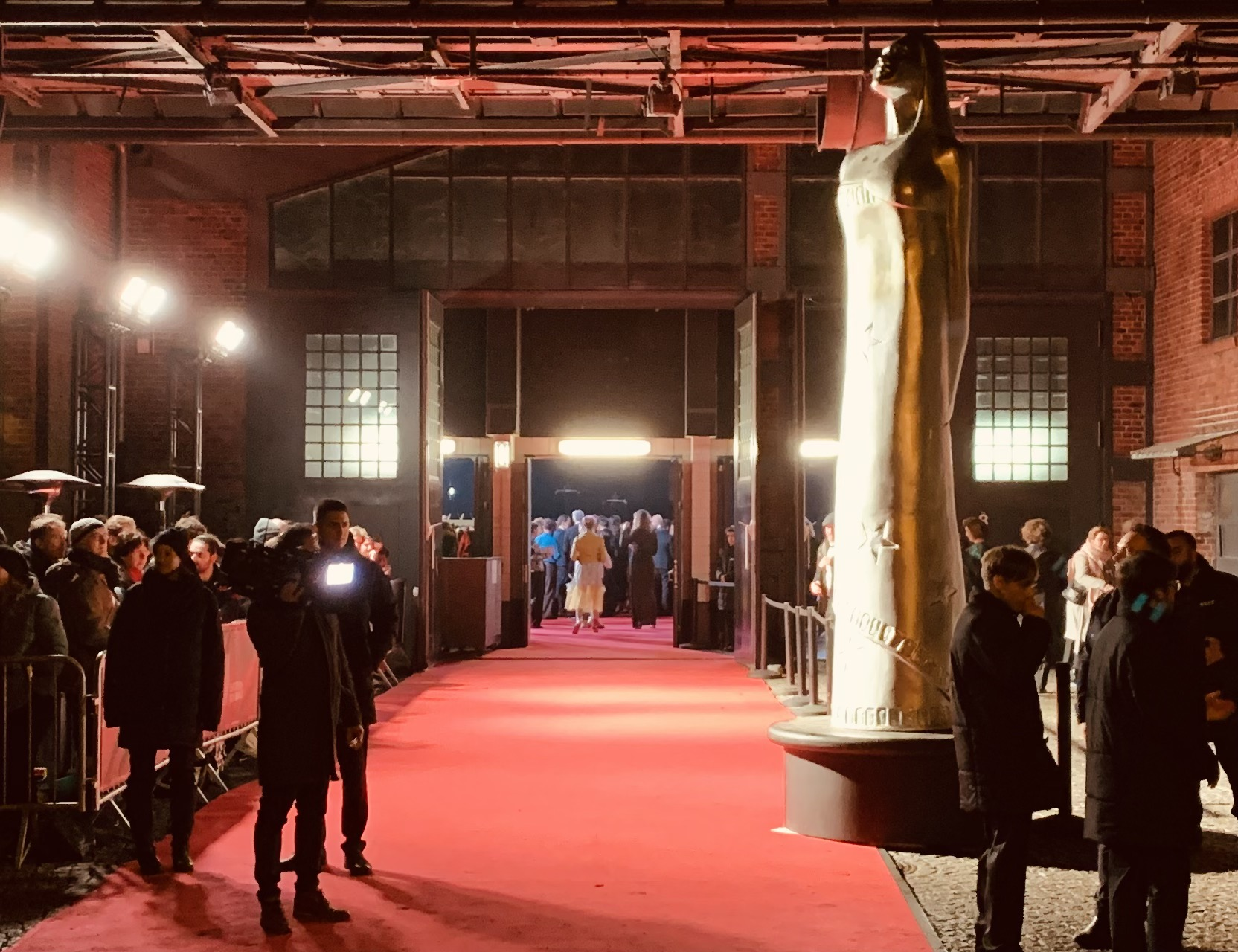
Europäischer Filmpreis

In allen Staaten Europas gibt es eine Bildungspflicht, in einigen auch eine Schulpflicht, die etwa vom 6. bis zum 16. Lebensjahr dauern kann. Die Grundschulzeit beträgt in den meisten Ländern zwischen vier bis acht Jahre. Danach folgt meist eine weiterführende Schule, die verschiedene Schultypen und -arten umfassen kann.
Die Analphabetenquote ist in fast allen Ländern durch verschiedene Förderungen des Bildungssystems sehr niedrig. In vielen Ländern gibt es außerdem renommierte Hochschulen und Universitäten.
An den zahlreichen Bildungsprogrammen der Erasmus+ Institutionen sind mehr als 30 europäische Staaten beteiligt (Stand:2024).

### Wissenschaft
Seit der erstmaligen Verleihung des Nobelpreises im Jahr 1901 gingen die meisten Auszeichnungen an europäische Persönlichkeiten (Stand: 2012).
Zu den wesentlichen Forschungsbündnissen, an denen europäische Mitgliedsstaaten beteiligt sind, zählen u. a. das CERN und die ESA.

### Sport
Der Sport hat für die Vorstellung eines einheitlichen europäischen Raumes eine besondere Rolle gespielt, da es seit Ende des 19. Jahrhunderts Europameisterschaften (zuerst 1891 im Eiskunstlauf) gibt.
Die UEFA ist der größte Sportverband in Europa. Sie organisiert den populärsten Sport des Kontinents, den Fußball. Zu den global bekanntesten Wettbewerben, die die UEFA organisiert zählt die UEFA Champions League.
Im Ewigen Medaillenspiegel der Olympischen Spiele befinden sich unter den zehn erfolgreichsten Nationen und Staaten mehrheitlich europäische Teilnehmer.

### Medien
Die Europäische Rundfunkunion (EBU) ist ein Zusammenschluss aus 68 Rundfunkanstalten in 56 Staaten Europas, Nordafrikas und Vorderasiens. Die EBU veranstaltet den jährlich ausgetragenen Eurovision Song Contest; einem der weltweit populärsten Medienereignisse.
Die Europäische Filmakademie (EFA) vereint über 4000 Filmschaffende aus Europa und verleiht seit 1988 jährlich den Europäischen Filmpreis.